# Eysines
 (mars 2024).
Eysines (/ɛj.zinə/ ou /ezinə/) est une commune du Sud-Ouest de la France, dans le département de la Gironde, en région Nouvelle-Aquitaine. Elle fait partie de l'agglomération nord-ouest de Bordeaux, de Bordeaux Métropole, du parc intercommunal des Jalles et du syndicat mixte du parc naturel régional du Médoc.
Eysines est une commune « Sport Pour Tous » 4 étoiles depuis 2013.

## Géographie

### Localisation
Commune de l'aire d'attraction de Bordeaux située dans son unité urbaine, à 7 kilomètres au nord-nord-ouest de Bordeaux. D'une superficie de 1 201 hectares (12,01 km2), elle s'élève au plus haut à 44 mètres au Grand-Louis, et au plus bas jusqu'à 4,80 mètres au Moulin à eau de Plassan. La ville, qui bénéficie des infrastructures de Bordeaux Métropole (transports en commun, rocade, services publics), s'étale en plusieurs « quartiers » : Le Bourg, La Forêt, Migron, Le Vigean entre autres.
Posée aux abords sud de la Jalle, rivière originaire de Saint-Jean-d'Illac, elle bénéficie d'un sol fertile installé par les alluvions de l'ancien delta de la Garonne de l'époque quaternaire. Sableux et marécageux par endroits, il est drainé par de nombreux canaux. Plusieurs sources continuent de sourdre sur 50 ha, dont Bordeaux Métropole prélève jusqu'à 1 million de m3 par an pour son alimentation hydrique. Des nappes phréatiques de l'Oligocène offrent leurs eaux à Eysines, au travers les plateaux de Cantinolle et de Carès.
Le territoire se caractérise par une vaste étendue maraîchère de 162 ha au nord, le long de la Jalle de Blanquefort, et de 72 ha de parcs et jardins disséminés au milieu d'une nature encore préservée.

### Communes limitrophes
Les communes limitrophes sont  Blanquefort, Bordeaux, Bruges, Le Bouscat, Le Haillan, Le Taillan-Médoc et Mérignac.
| Le Taillan-Médoc | Blanquefort | Bruges     |
| Le Haillan       | Eysines     | Le Bouscat |
|                  | Mérignac    | Bordeaux   |

### Climat
Pour des articles plus généraux, voir Climat de la Nouvelle-Aquitaine et Climat de la Gironde.
Historiquement, la commune est exposée à un climat océanique aquitain.
En 2020, Météo-France publie une typologie des climats de la France métropolitaine dans laquelle la commune est exposée à un climat océanique et est dans la région climatique Aquitaine, Gascogne, caractérisée par une pluviométrie abondante au printemps, modérée en automne, un faible ensoleillement au printemps, un été chaud (19,5 °C), des vents faibles, des brouillards fréquents en automne et en hiver et des orages fréquents en été (15 à 20 jours).
Pour la période 1971-2000, la température annuelle moyenne est de 13,3 °C, avec une amplitude thermique annuelle de 14,5 °C. Le cumul annuel moyen de précipitations est de 897 mm, avec 12,2 jours de précipitations en janvier et 6,5 jours en juillet. Pour la période 1991-2020, la température moyenne annuelle observée sur la station météorologique la plus proche, située sur la commune de Mérignac à 5 km à vol d'oiseau, est de 14,2 °C et le cumul annuel moyen de précipitations est de 924,9 mm,. Pour l'avenir, les paramètres climatiques de la commune estimés pour 2050 selon différents scénarios d’émission de gaz à effet de serre sont consultables sur un site dédié publié par Météo-France en novembre 2022.

## Urbanisme

### Typologie
Au 1er janvier 2024, Eysines est catégorisée grand centre urbain, selon la nouvelle grille communale de densité à sept niveaux définie par l'Insee en 2022.
Elle appartient à l'unité urbaine de Bordeaux, une agglomération intra-départementale regroupant 73  communes, dont elle est une commune de la banlieue,,. Par ailleurs la commune fait partie de l'aire d'attraction de Bordeaux, dont elle est une commune du pôle principal,. Cette aire, qui regroupe 275 communes, est catégorisée dans les aires de 700 000 habitants ou plus (hors Paris),.

### Occupation des sols

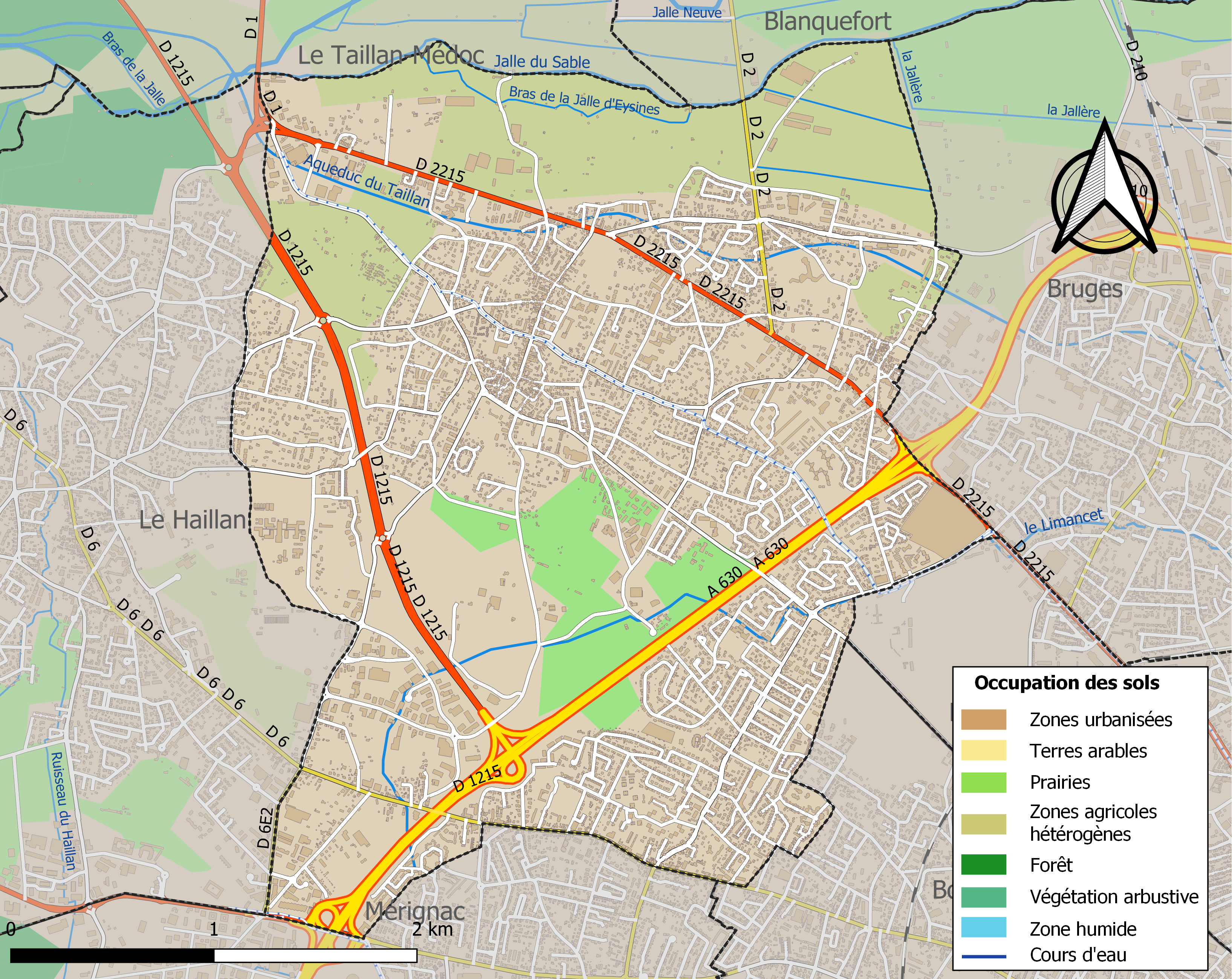
Carte des infrastructures et de l'occupation des sols de la commune en 2018 (CLC).

L'occupation des sols de la commune, telle qu'elle ressort de la base de données européenne d’occupation biophysique des sols Corine Land Cover (CLC), est marquée par l'importance des territoires artificialisés (75,6 % en 2018), en augmentation par rapport à 1990 (61,6 %). La répartition détaillée en 2018 est la suivante : 
zones urbanisées (64,1 %), zones agricoles hétérogènes (18,1 %), zones industrielles ou commerciales et réseaux de communication (6,2 %), prairies (6,2 %), espaces verts artificialisés, non agricoles (5,4 %). L'évolution de l’occupation des sols de la commune et de ses infrastructures peut être observée sur les différentes représentations cartographiques du territoire : la carte de Cassini (XVIIIe siècle), la carte d'état-major (1820-1866) et les cartes ou photos aériennes de l'IGN pour la période actuelle (1950 à aujourd'hui).

### Quartiers géographiques
La commune d'Eysines a la particularité d'avoir plusieurs quartiers et secteurs géographiques, avec des identités et des passés différents :

#### Le bourg

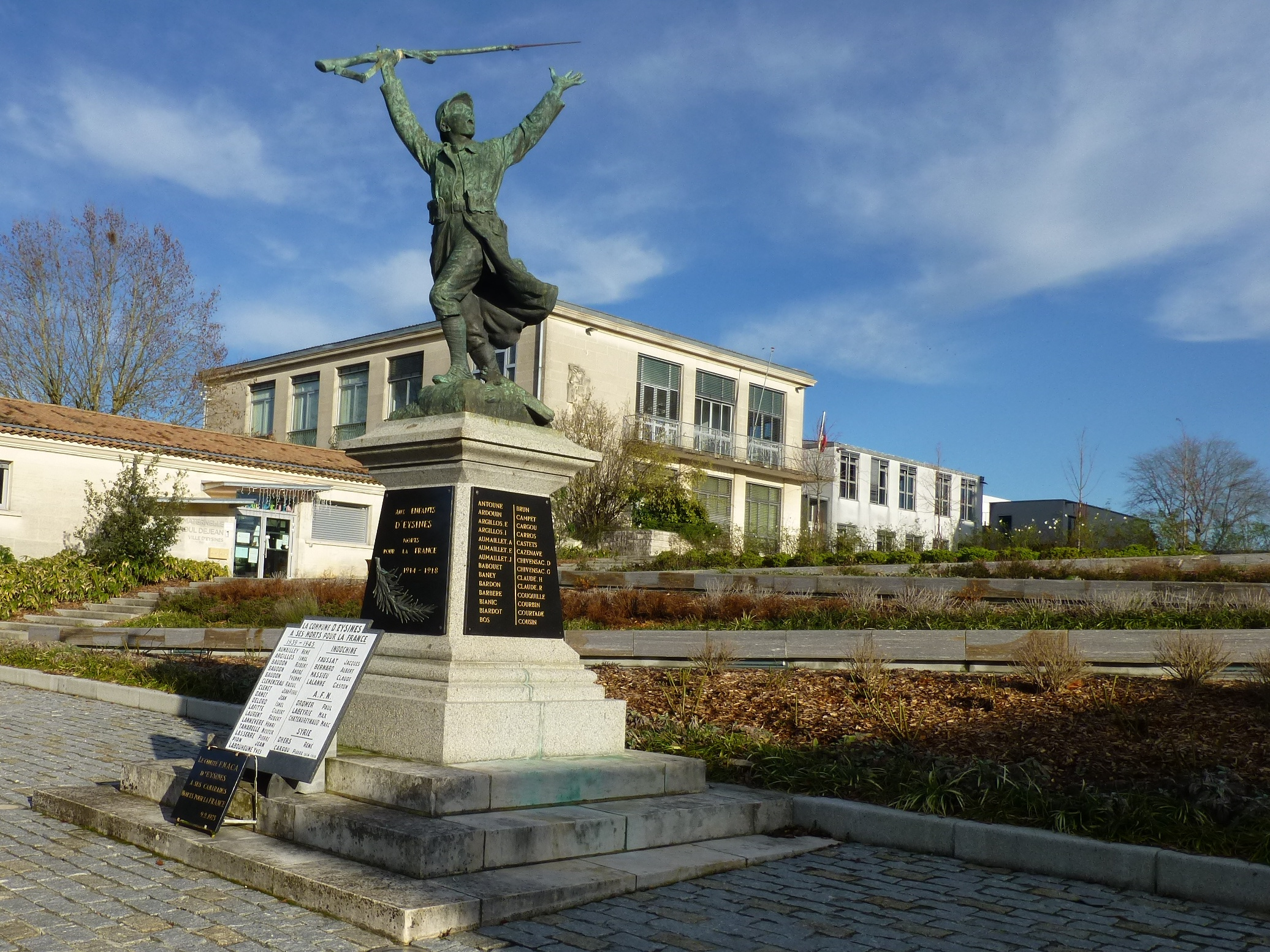
La place de la Victoire dans le bourg d'Eysines.

Quartier historique et centre politique de la ville, avec la mairie, l'église Saint-Martin et le centre culturel Le Plateau (cinéma-théâtre-médiathèque). Le quartier s'est développé autour de l'avenue de la Libération, avec ses typiques maisons de maraîchers et de vignerons, qui permet aujourd'hui encore de garder un esprit de village, malgré le faible nombre de commerces de proximité souvent reproché. Le quartier s'étend du secteur de Gasteboy et de la gare de l'ancienne ligne ferroviaire Bordeaux-Lacanau au nord, au château Lescombes et son pigeonnier au sud, du secteur du Vignan et du cimetière à l'ouest, au secteur de la Biblanque et du collège Albert Camus à l'est. Il dispose de deux groupes scolaires, de deux gymnases de type COSEC, de l'école de musique, du centre d'art contemporain, du musée du maraîchage, des parcs Lescombes et Bois Salut, et du square Parmentier avec les ruines d'un ancien lavoir. Les grandes manifestations ou fêtes annuelles ont lieu sur la Grande Place du bourg. Il est desservi par la station Eysines Centre de la ligne D du tramway de Bordeaux.

#### Le Vigean
Quartier historique, commerçant et résidentiel situé au nord-est de la ville. Sur la partie nord, vers Cap de Haut, on retrouve le vieux Vigean avec ses ruelles, ses maisons anciennes et ses petits châteaux. Véritable « deuxième centre-ville », le quartier se concentre autour de l'avenue du Médoc, voie métropolitaine de grand passage, longée de nombreux commerces sur une longueur de 800 mètres environ. Le quartier s'étend au sud à partir de la fin des années 1960 avec la construction d'ensembles pavillonnaires et d'immeubles, comme Le Grand Caillou classé prioritaire ou Les Hauts de l'Hippodrome. Il dispose d'un groupe scolaire, du lycée professionnel Charles Peguy, du CFA du Vigean et du Parc du Vigean. Le quartier est connu pour sa salle de spectacles située sur l'Esplanade du Vigean. Il est desservi par les stations Simone Veil et Picot de la ligne D du tramway de Bordeaux.

#### Migron-Bois Gramond
Quartier résidentiel à l'est de la ville en limite de Bordeaux, entièrement dessiné avec des lotissements pavillonnaires sur des anciennes prairies à partir du début des années 1960. Il dispose de son propre groupe scolaire, d'équipements sportifs spécifiques (stade de rugby, dojo, salle de danse et de gymnastique). En son centre, la célèbre Place florale qui accueille le marché municipal tous les dimanches matin depuis 1977. Il est desservi au nord par la station Hippodrome de la ligne D du tramway de Bordeaux. Associé au quartier de Migron, le secteur du Bois Gramond est à cheval de chaque côté de la rocade et relié par une passerelle piétonne. On y trouve le parc Gramond aménagé sur les ruines de l'ancien château viticole du Bois Gramond et le second (et nouveau) cimetière communal.

#### Le Derby

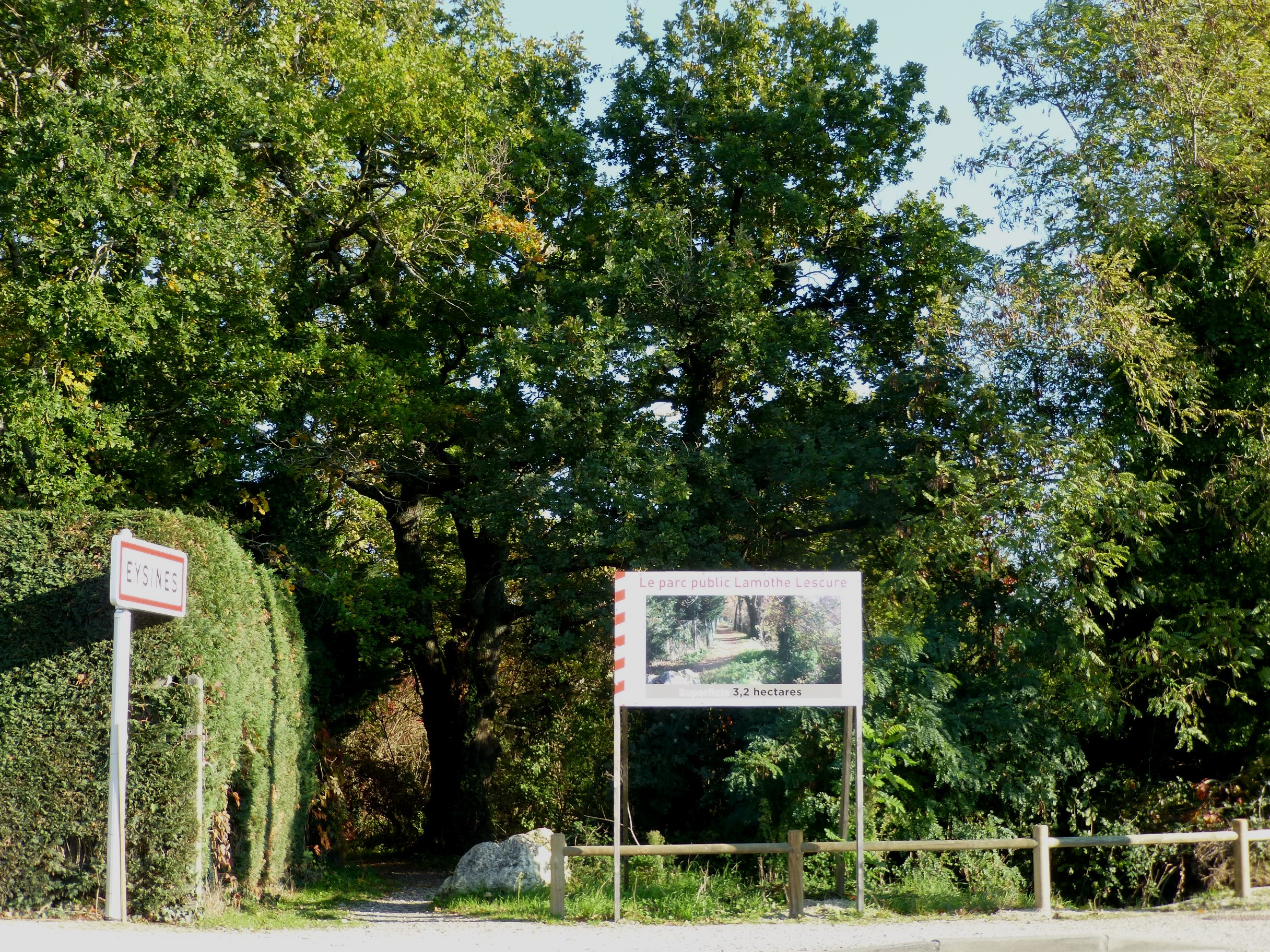
Eysines, entrée du parc Lamothe-Lescure dans le quartier du Derby.

Quartier résidentiel au centre de la ville, entièrement dessiné avec des lotissements pavillonnaires sur des anciennes prairies à partir du début des années 1970. Niveau urbanisme, le quartier est le "petit frère" de Migron auquel il ressemble beaucoup, malgré leur séparation par la rocade de Bordeaux depuis 1978. Une petite zone d'activités s'est développée vers le Bréteil, à la limite avec le secteur de Bois Gramond. Il dispose de son propre groupe scolaire, de deux centres scolaires spécialisés, du Square du Derby et du Parc Lamothe-Lescure. Il est desservi par les stations Simone Veil et Picot de la ligne D du tramway de Bordeaux.

#### La Forêt
Quartier au sud de la ville, résidentiel dans sa partie intra-rocade, où il dispose de son groupe scolaire, de commerces et du Square de La Forêt avec son terrain de base-ball. Dans sa partie extra-rocade, dans l'axe de l'aéroport de Bordeaux-Mérignac, il regroupe le Parc du Limancet et les grands parcs d'activités de la commune (Mermoz, Saint-Exupéry, Saint-Pé). La ligne A frôle le quartier à proximité de la station Le Haillan Rostand, un arrêt qui profite à Eysines puisque la commune n'a officiellement pas de station sur son territoire pour cette ligne de transport.

#### Le Grand Louis
Quartier historique et urbain situé au sud-ouest de la ville avec des commerces autour de l'axe de communication reliant Bordeaux et Saint-Médard-en-Jalles. Le groupe scolaire du quartier est celui de La Forêt. Il constitue une limite avec les communes de Mérignac et Bordeaux (quartier Caudéran).

#### Montalieu
Quartier résidentiel à l'ouest de la ville, limitrophe avec la commune du Haillan et il accueille une partie des terrains du Centre international de football du FC Girondins de Bordeaux. Longtemps faiblement urbanisé de par son isolement du reste de la commune, il est désormais lié au Bourg pour les équipements municipaux (groupe scolaire, commerces) et proche du Pinsan pour les équipements sportifs. Le quartier accueille deux centres scolaires spécialisés pour les jeunes en situation de handicap moteur. Le quartier a fortement évolué à partir des années 2000, notamment depuis la percée de la déviation d'Eysines et de la construction de l'échangeur 8 de la rocade (RD1215, actuelle route de Lacanau). Il accueille désormais de nouveaux logements et des ensembles immobiliers sur des anciennes prairies.

#### Carès-Cantinolle
Quartier au nord-ouest de la ville, il possède deux secteurs liés. En hauteur, le plateau de Carès avec ses anciennes terres agricoles, viticoles et ses espaces naturels abritant des sources. En contrebas, le carrefour de Cantinolle avec sa zone commerciale, en bordure de la vallée maraîchère du parc intercommunal des Jalles. L'ensemble est en cours de réhabilitation (ZAC) pour créer notamment un éco-quartier moderne avec des espaces piétons, un gymnase, des commerces et 750 logements en sept îlots. Le groupe scolaire du quartier est celui du Bourg. La ligne D du tramway de Bordeaux traverse le quartier avec deux stations : Les Sources (sur le plateau de Carès) et Cantinolle (terminus), ce qui permet une transformation de ce secteur de la commune, à l'abandon pendant de nombreuses années.

#### Le Pinsan
Plaine végétale et boisée située au centre de la ville, il s'agit d'un grand parc arboré notamment avec des pins maritimes, renfermant le complexe sportif municipal avec ses nombreux terrains de sport (football, tennis, basket, fitness, skate-park, boulodrome), une salle omnisports, la piscine intercommunale Eysines-Le Haillan et son bassin d'été, le bois de la Lesque et son parcours sportif, ou simplement pour se balader. On y trouve aussi le Théâtre de verdure pour des évènements culturels en plein-air, et des salles polyvalentes pour des réceptions ou des activités périscolaires. Au nord, le château du Clos Lescombes accueillera prochainement la Bibliothèque départementale. Le Domaine du Pinsan a été aménagé sur d'anciennes gravières et décharges sauvages comblées par les terres du chantier de la rocade dans les années 1970. À l'exception d'une allée périphérique, le domaine est entièrement piéton, plusieurs parkings sont répartis sur les rues limitrophes. Il est accessible toute l'année sans interruption.

#### La zone maraîchère de laVallée des Jalles
Plaine agricole au nord de la ville, s'étendant le long de la Jalle du Sable, où sont installées des exploitations maraîchères et les jardins familiaux. C'est véritablement le potager de la commune et de la métropole. Le secteur est desservi par quelques petites rues, mais surtout par de nombreux chemins ruraux à l'état naturel. Le patrimoine ancien de la commune est mis en valeur avec l'écomusée de La Cabane du Maraîcher, le Moulin Noir, et le Moulin Blanc qui offre un point de vue remarquable sur la vallée maraîchère et le Bourg d'Eysines.

Zone maraîchère
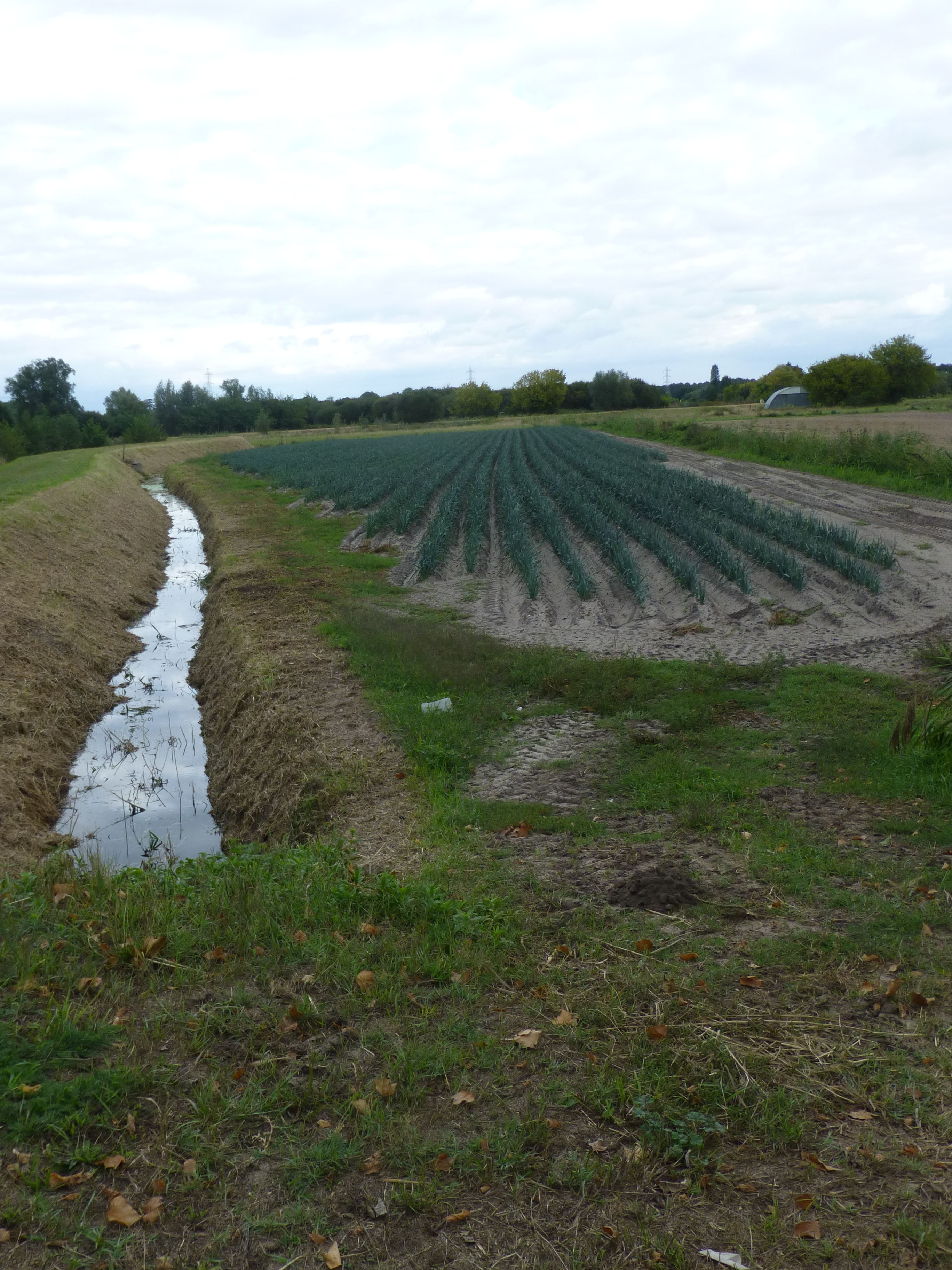
Eysines, rue du Prado : réguette et maraîchage.
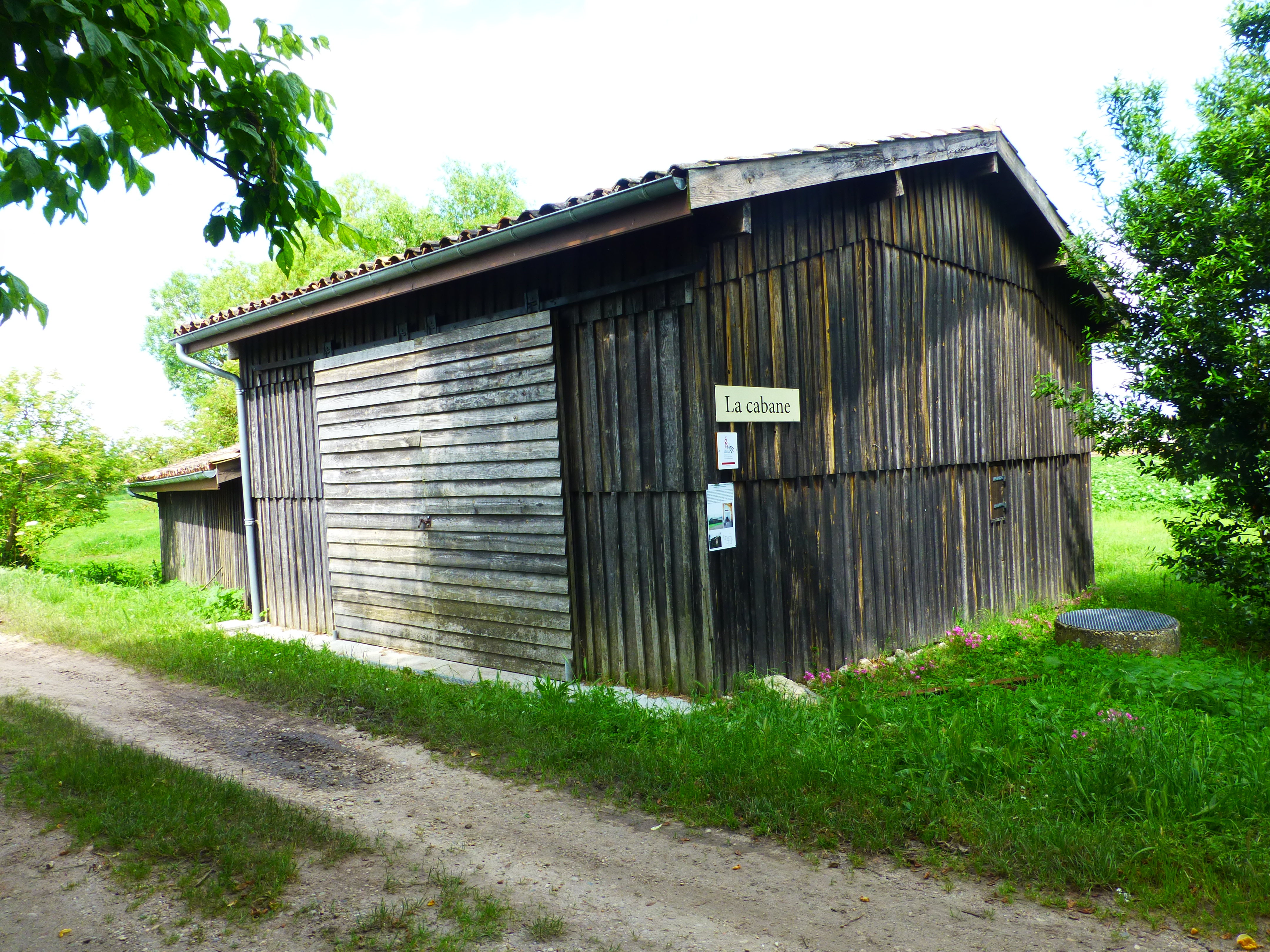
Eysines, rue du Prado : la Cabane du Maraîcher dans la zone maraîchère d'Eysines.
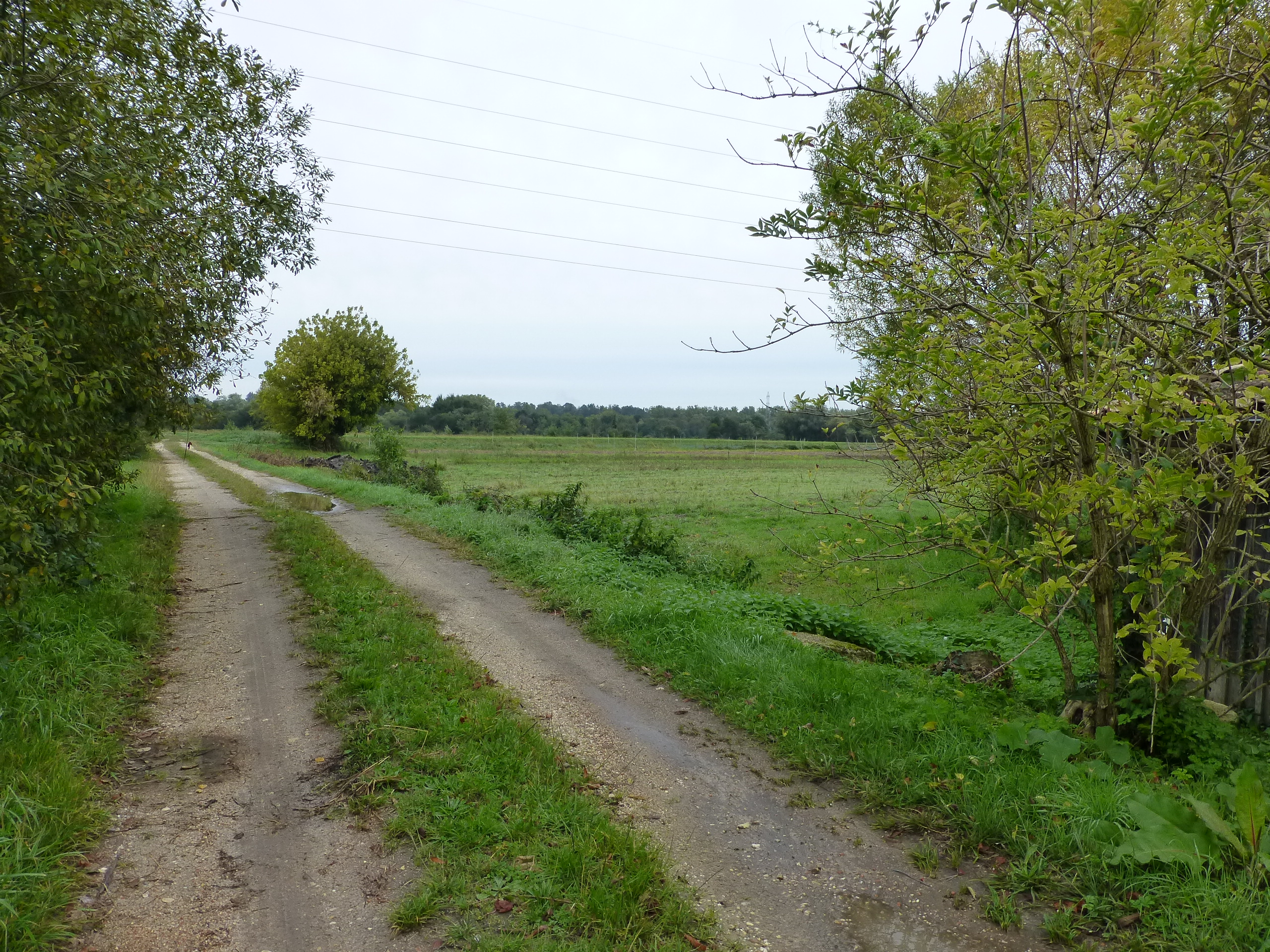
Eysines, chemin de la Cabane du Maraîcher.
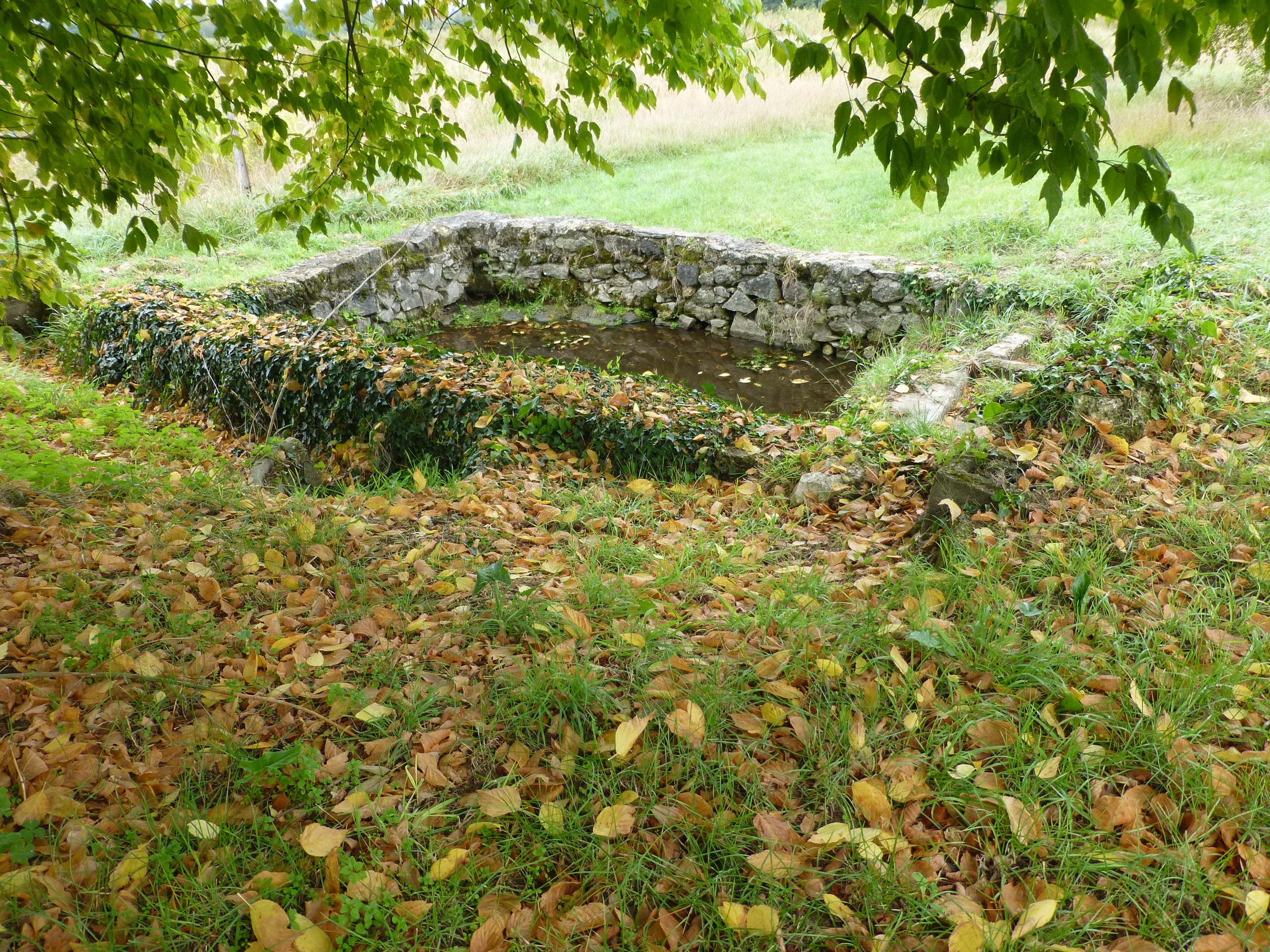
Eysines, réservoir avec aqueduc à côté de la Cabane du Maraîcher.

### Grands quartiers politiques
Administrativement, la mairie divise la commune en seulement 4 grands quartiers politiques pour les services, comme les Conseils de quartiers, le service social L'Eycho, le ramassage des déchets verts, ou les bureaux de vote. La fusion avec les secteurs évoqués précédemment se fait ainsi :
- Le Bourg, regroupe les secteurs géographiques : Le Bourg, Montalieu, Carès-Cantinolle, le Pinsan et la partie ouest de la zone maraîchère.
- Le Vigean, regroupe les secteurs géographiques : Le Vigean, Le Derby, Le Bois Gramond extra-rocade et la partie est de la Zone maraîchère.
- Migron, regroupe les secteurs géographiques : Migron et Le Bois Gramond intra-rocade.
- La Forêt, regroupe les secteurs géographiques : La Forêt et Le Grand Louis.

### Voies de communication et transports

#### Rocade de Bordeaux
Eysines est traversée de nord-est en sud-ouest par la rocade de Bordeaux ou . Trois sorties desservent la commune :
- 7 Eysines - Le Vigean ;
- 8 Eysines - Centre ;
- 9 Eysines - La Forêt.

#### Voies métropolitaines
Depuis le 1er janvier 2017, conformément à la loi, toutes les routes départementales de la Gironde situées sur le territoire de Bordeaux Métropole sont devenues officiellement des routes métropolitaines. Cela concerne six voies principales de la commune : 
- Avenue du Médoc (ancienne RD2215), traverse Eysines d'est en ouest du quartier du Vigean au quartier de Cantinolle en passant par le Bourg ;
- Route de Pauillac (ancienne RD2), relie le quartier du Vigean à Blanquefort ;
- Avenue de Saint-Médard (ancienne RD6), traverse le quartier de La Forêt d'est en ouest ;
- Avenue de Magudas (ancienne RD211), frôle la commune au sud, à la limite de Mérignac ;
- Route de Lacanau (ancienne RD1215, dit "déviation d'Eysines"), relie l'échangeur 8 de la rocade de Bordeaux au quartier de Cantinolle en desservant le Pinsan et Montalieu;
- Avenue de Soulac (ancienne RD1), débute à Eysines au carrefour de Cantinolle et rejoint quelques centaines de mètres plus loin la limite du Taillan-Médoc.

#### Transports en commun de Bordeaux Métropole (TBM)

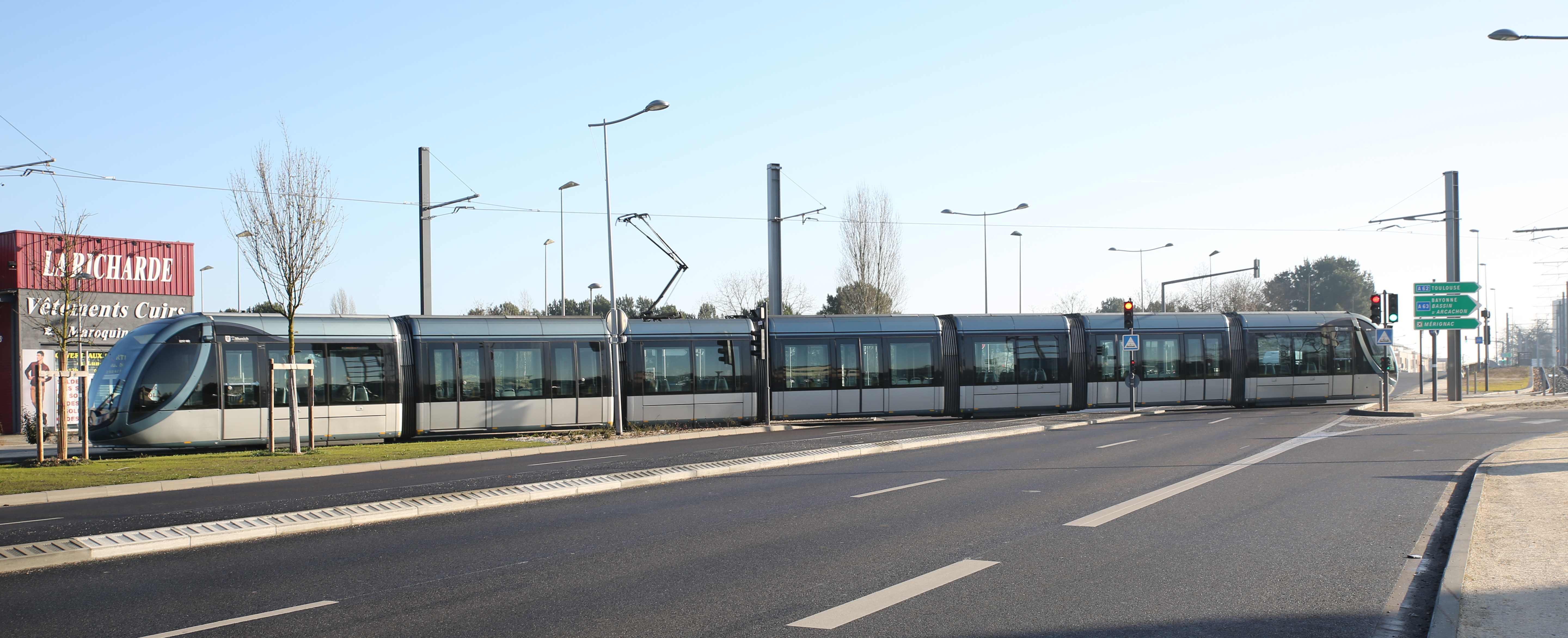
La ligne A du tram frôle la commune d'Eysines au Sud avant de franchir la rocade.

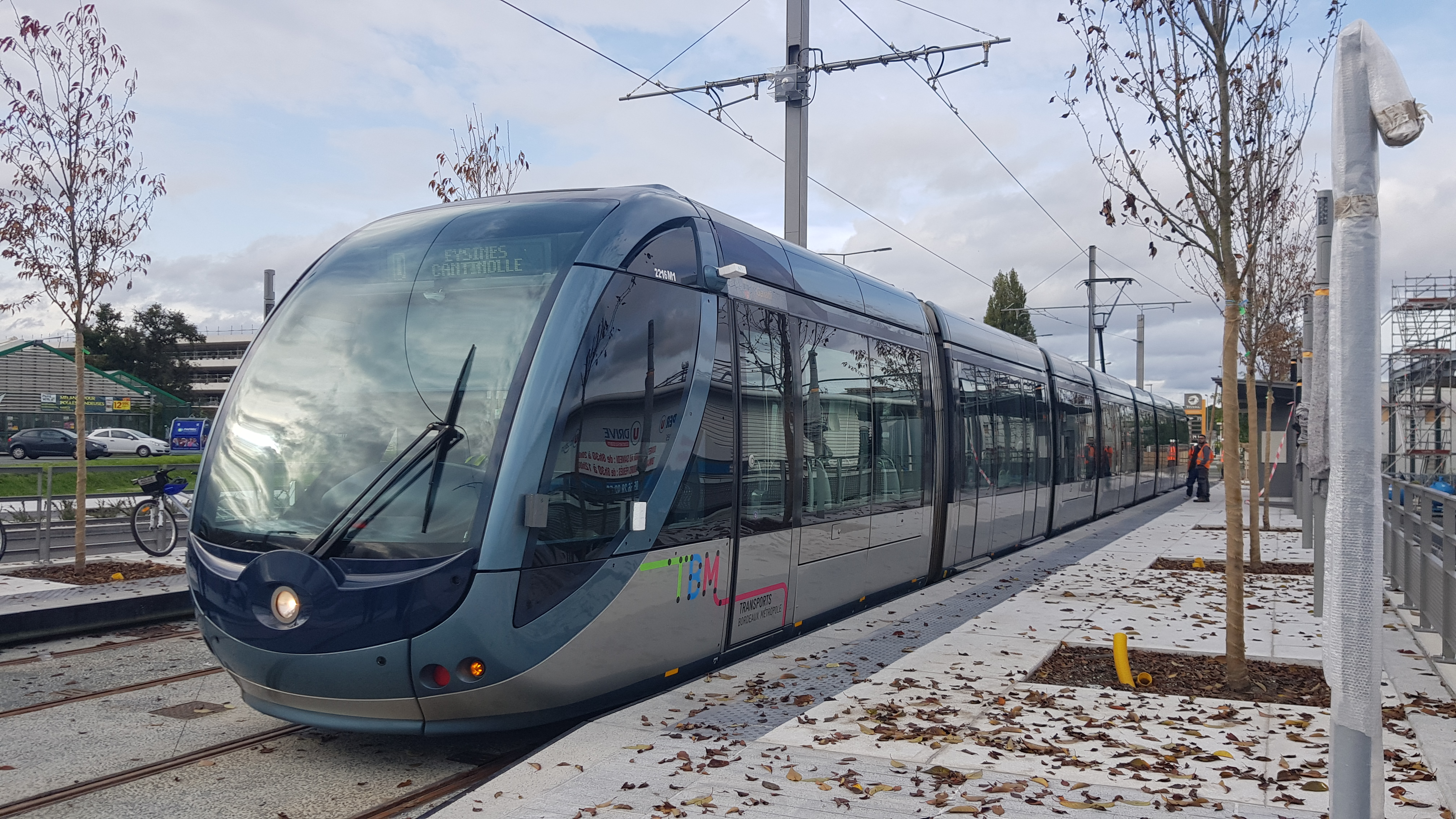
Première rame d'essai de la ligne D à la station terminus d'Eysines Cantinolle le 23 octobre 2019

#### Réseau TBM actuel
NB. La ligne   frôle la commune entre les arrêts Le Haillan-Rostand et Mérignac-Les Pins.
Eysines est desservie par les lignes TBM suivantes :
- (arrêts Hippodrome à Cantinolle)
- Bus Express G (BHNS[20]) 22335383970717273818384

NB. La ligne BHNS de Bordeaux à Saint-Aubin-de-Médoc est une ligne (Bus Express G) qui traverse le sud de la commune avec les stations Le Grand Louis, La Forêt, Germaine Tillion et Saint-Exupéry

#### Transport en commun Trans-Gironde
La ligne 421 relie Bordeaux à Lacanau par l'avenue de Saint-Médard (arrêt Coubertin)
La ligne 4210 relie Bordeaux au Porge par l'avenue de Saint-Médard (arrêt Coubertin)
La ligne 4211 relie Bordeaux à Carcans par l'avenue de Saint-Médard (arrêt Coubertin)
La ligne 422 relie Bordeaux à Lesparre-Médoc par l'avenue de l'Hippodrome et l'avenue du Médoc (arrêts Hippodrome, Le Vigean, Route de Pauillac, Bourg, Cantinolle)
La ligne 423 relie Mérignac à Avensan par l'avenue de l'Hippodrome, l'avenue de Saint-Médard et l'Avenue de Magudas (arrêts Hippodrome, Coubertin)

#### Déplacements doux
- Pistes et voies cyclables : Le territoire de la commune est couvert par plus de 30 kilomètres de pistes et voies dédiés aux vélos. De plus, la commune est traversée au nord par la piste cyclable départementale reliant Bordeaux à Lacanau (ancienne voie ferrée Bordeaux-Lacanau), représentant une section de 3,3 kilomètres de voies cyclables, entièrement en site propre sur Eysines.
- Sentiers pédestres : Eysines dispose de plus de 17 kilomètres de sentiers banalisés qui sont accessibles aux piétons, réparties sur les voies cyclables en site propre, dans les parcs, sur la zone maraichère.
- Aires de covoiturage : La commune dispose de 6 aires de covoiturages départementales positionnées sur des parkings de proximité : Parking Tilleuls - Avenue de St-Médard (2 places), Parking Allée du Grand Louis (2 places), Parking Rue des Jasmins - Place Florale (5 places), Parking giratoire Avenues du Taillan-Médoc/Hippodrome (2 places), Parking Rue des Treytins (4 places), Parking Super U - Cantinolle Tram D (5 places).

### Risques majeurs
Le territoire de la commune d'Eysines est vulnérable à différents aléas naturels : météorologiques (tempête, orage, neige, grand froid, canicule ou sécheresse), inondations, mouvements de terrains et séisme (sismicité faible). Un site publié par le BRGM permet d'évaluer simplement et rapidement les risques d'un bien localisé soit par son adresse soit par le numéro de sa parcelle.
La commune fait partie du territoire à risques importants d'inondation (TRI) de Bordeaux, regroupant les 28 communes concernées par un risque de submersion marine ou de débordement de la Garonne, un des 18 TRI qui ont été arrêtés fin 2012 sur le bassin Adour-Garonne. Les crues significatives qui se sont produites au XXe siècle, avec plus de 6,70 m mesurés au marégraphe de Bordeaux sont celles du 27 décembre 1999 (7,05 m, débit de la Garonne de 700 m3/s), du 13 décembre 1981 (6,85 m, 1500 à 2 000 m3/s), du 19 mars 1988 (6,84 m, 4 000 m3/s), du 7 février 1996 (6,77 m, 1 000 m3/s) et du 28 avril 1998 (6,73 m, 2 700 m3/s). Au XXIe siècle, ce sont celles liées à la tempête Xynthia du 28 février 2010 (6,92 m, 816 m3/s) et du 31 janvier 2014 (6,9 m, 2500 à 3 000 m3/s). Des cartes des surfaces inondables ont été établies pour trois scénarios : fréquent (crue de temps de retour de 10 ans à 30 ans), moyen (temps de retour de 100 ans à 300 ans) et extrême (temps de retour de l'ordre de 1 000 ans, qui met en défaut tout système de protection). La commune a été reconnue en état de catastrophe naturelle au titre des dommages causés par les inondations et coulées de boue survenues en 1982, 1983, 1992, 1993, 1999, 2006, 2009 et 2018,.
Les mouvements de terrains susceptibles de se produire sur la commune sont des tassements différentiels.

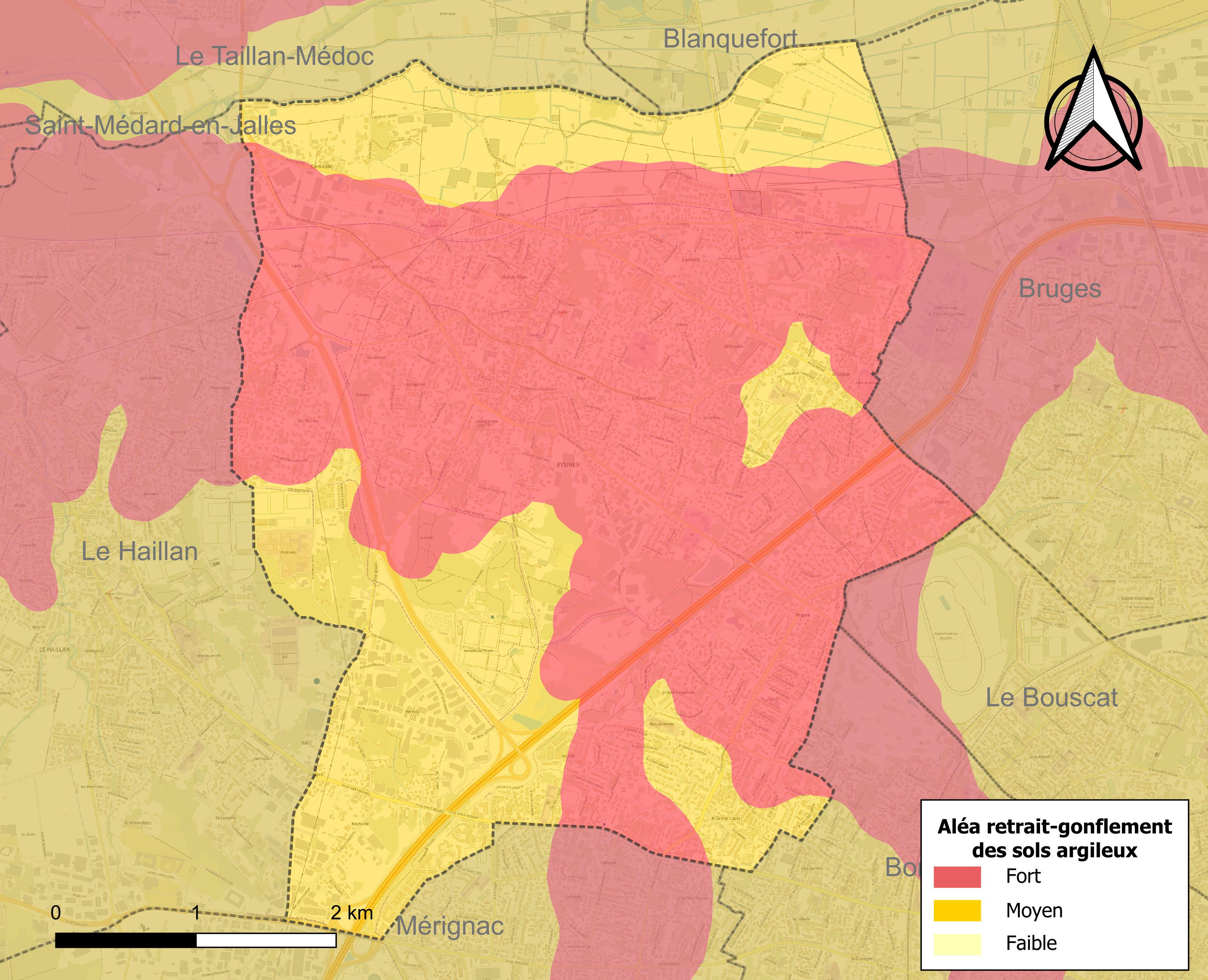
Carte des zones d'aléa retrait-gonflement des sols argileux d'Eysines.

Le retrait-gonflement des sols argileux est susceptible d'engendrer des dommages importants aux bâtiments en cas d’alternance de périodes de sécheresse et de pluie. La totalité de la commune est en aléa moyen ou fort (67,4 % au niveau départemental et 48,5 % au niveau national). Sur les 5 725 bâtiments dénombrés sur la commune en 2019, 5 725 sont en aléa moyen ou fort, soit 100 %, à comparer aux 84 % au niveau départemental et 54 % au niveau national. Une cartographie de l'exposition du territoire national au retrait gonflement des sols argileux est disponible sur le site du BRGM,.
Par ailleurs, afin de mieux appréhender le risque d’affaissement de terrain, l'inventaire national des cavités souterraines permet de localiser celles situées sur la commune.
Concernant les mouvements de terrains, la commune a été reconnue en état de catastrophe naturelle au titre des dommages causés par la sécheresse en 1989, 1995, 2002, 2003, 2005, 2011 et 2017 et par des mouvements de terrain en 1999.

## Toponymie
Le nom de la commune vient du gascon Aisinas (1259) qui désigne les communaux, propriété d’un seigneur, mais où les villageois disposent d’un droit d’usage comme le pacage ou la récolte du bois de chauffage. Le radical aïs- se retrouve dans le mot français aise.
En occitan-gascon, le nom de la commune est Aisinas [ɛj’zinəs].
Ses habitants sont appelés les Eysinais.

## Histoire
La découverte ancienne (en 1877) d'une hallebarde de l'Âge du bronze dans un tumulus protohistorique au lieu-dit Gleyse, témoigne des relations commerciales entretenues avec le Médoc et peut-être l'Irlande.
Le tracé d'une Lébade reliant Bordeaux à Soulac est attesté jusqu'au passage de la Jalle à Jalepont. Cette route de terre se caractérise par le même mode de construction que la voie romaine littorale landaise, mais les éléments de datation archéologique manquent.
L'église romane ou gothique Saint-Martin et son cimetière étaient implantés à l'angle actuel de la rue de la Pompe et de la route du Médoc, à l'emplacement de la place actuelle du 4 septembre. Seul vestige, l'ancien presbytère. Les statues de l'église ont été déménagées dans la nouvelle église, construite dans la seconde moitié du XIXe siècle. Plusieurs culs-de-lampe gothiques ont été fixés au porche. La croix du cimetière, dite Croix du Sable, datée de 1542, a été également récupérée et se trouve dans le nouveau cimetière depuis 1883, à la suite de l'arrêté municipal de Léon Raphi en 1862 interdisant les processions. Elle porte l'inscription : Seigneur qui par ici passez, priez Dieu pour les trépassés.
Au début du XVIIe siècle, plusieurs maisons nobles passent aux mains des bourgeois bordelais qui accroient leur puissance et achètent également des bourdieux où ils surveillent l'exploitation de leurs jardins et de leurs vergers. Deux routes sont aménagées par l'intendant Tourny vers 1750.

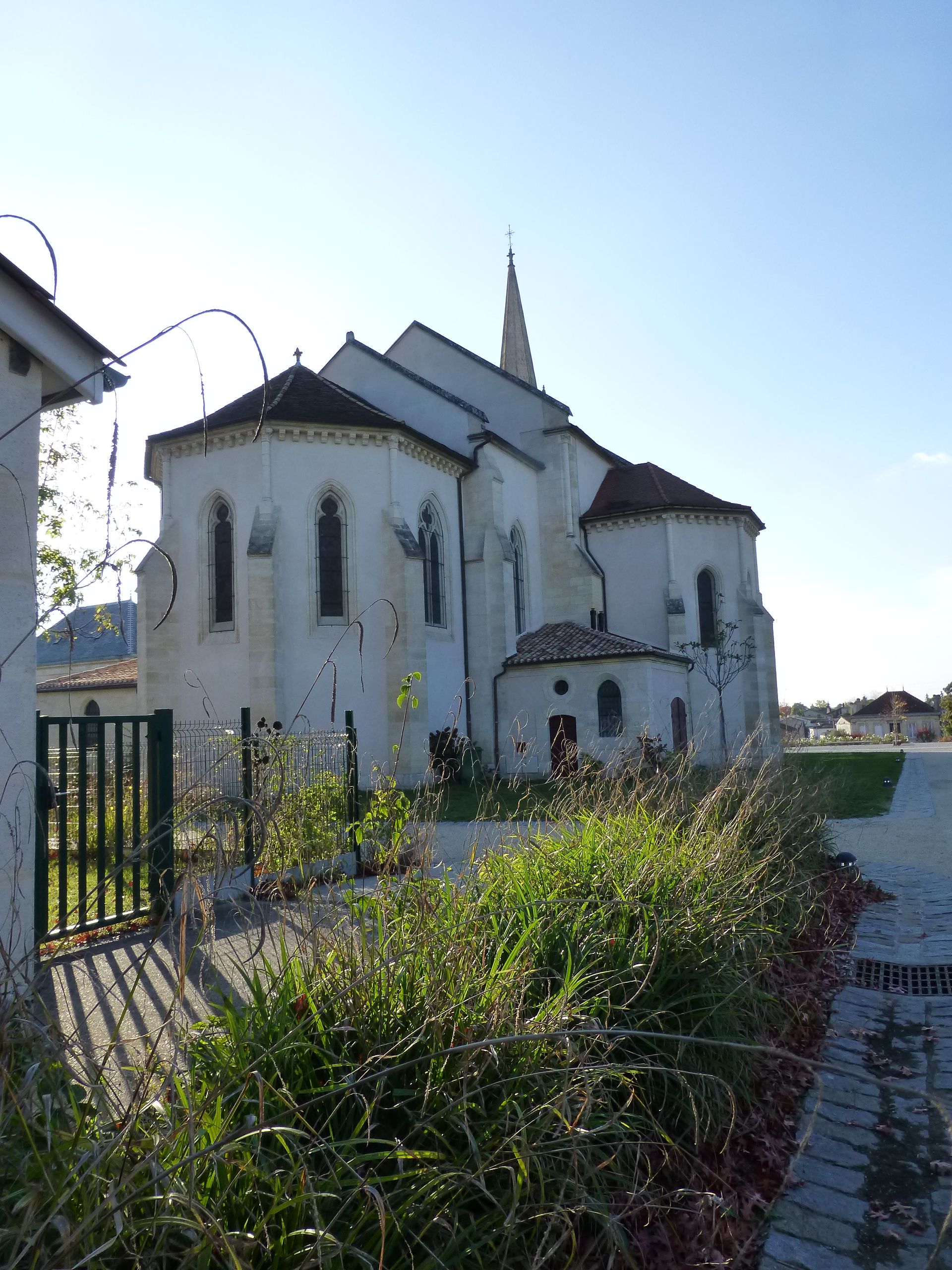
Église Saint-Martin, 1857.
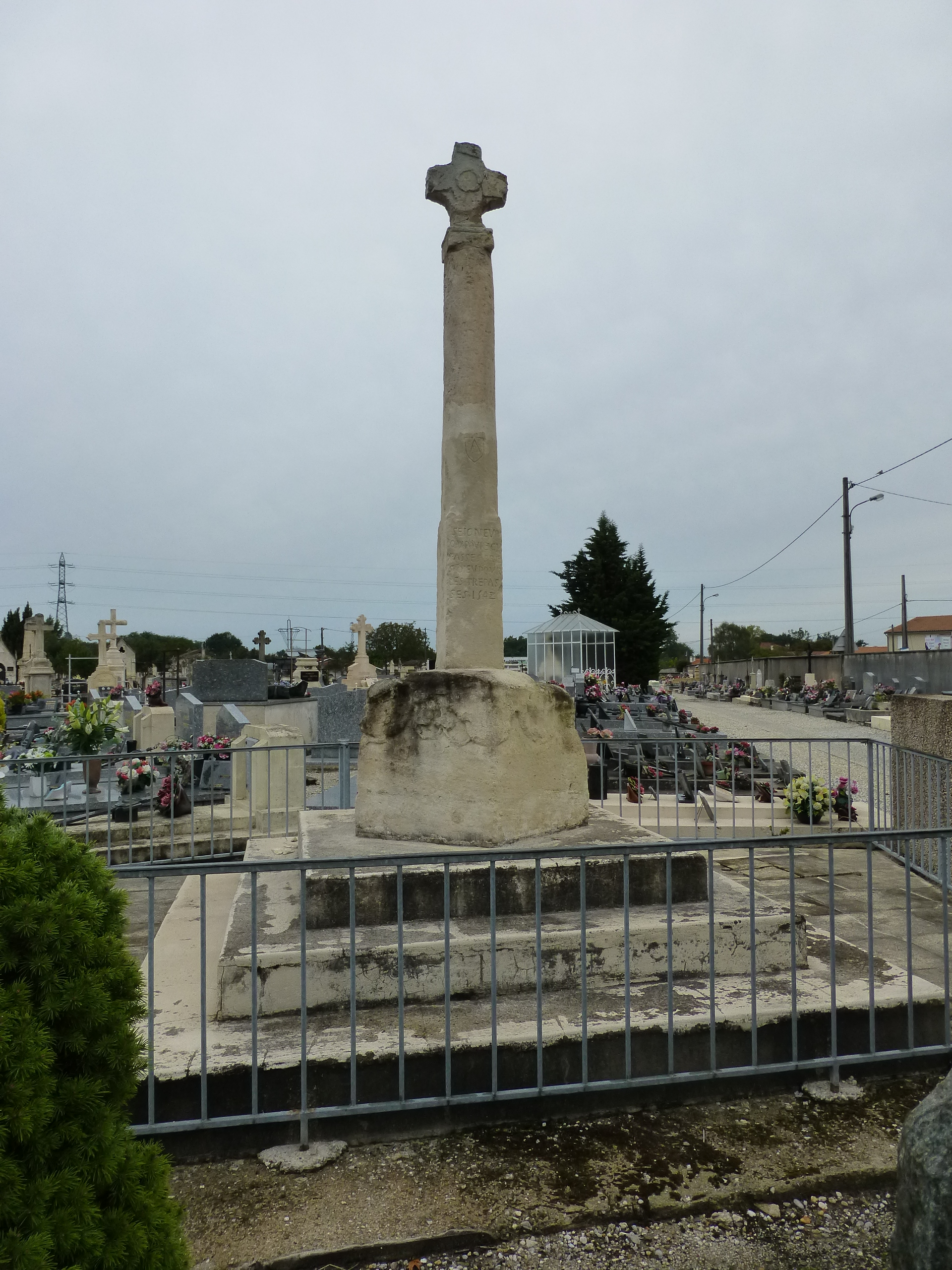
Eysines, Croix de cimetière de 1542.
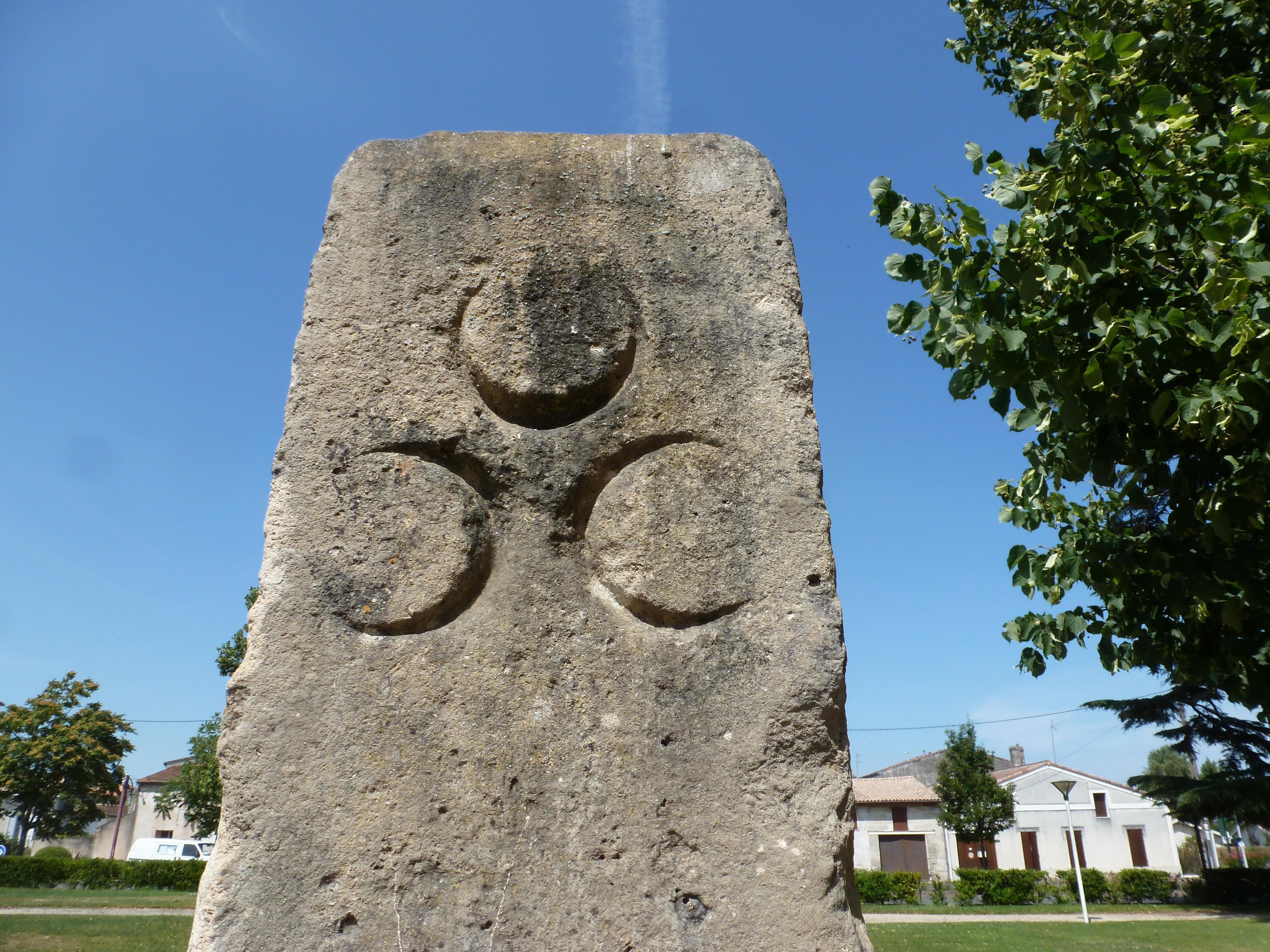
Les trois croissants, disjoints, sur la borne du Thil.
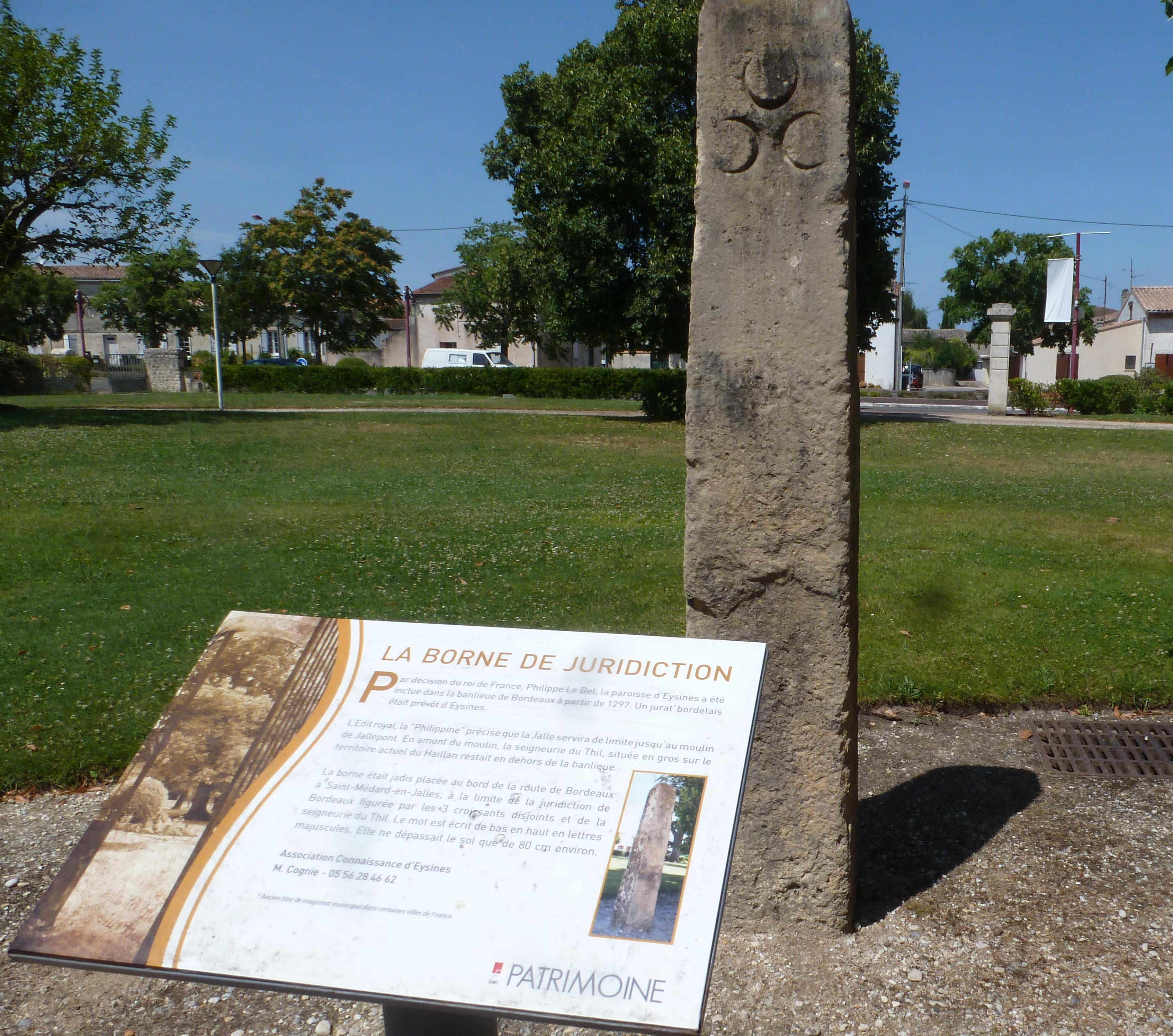
Borne de juridiction du Thil.
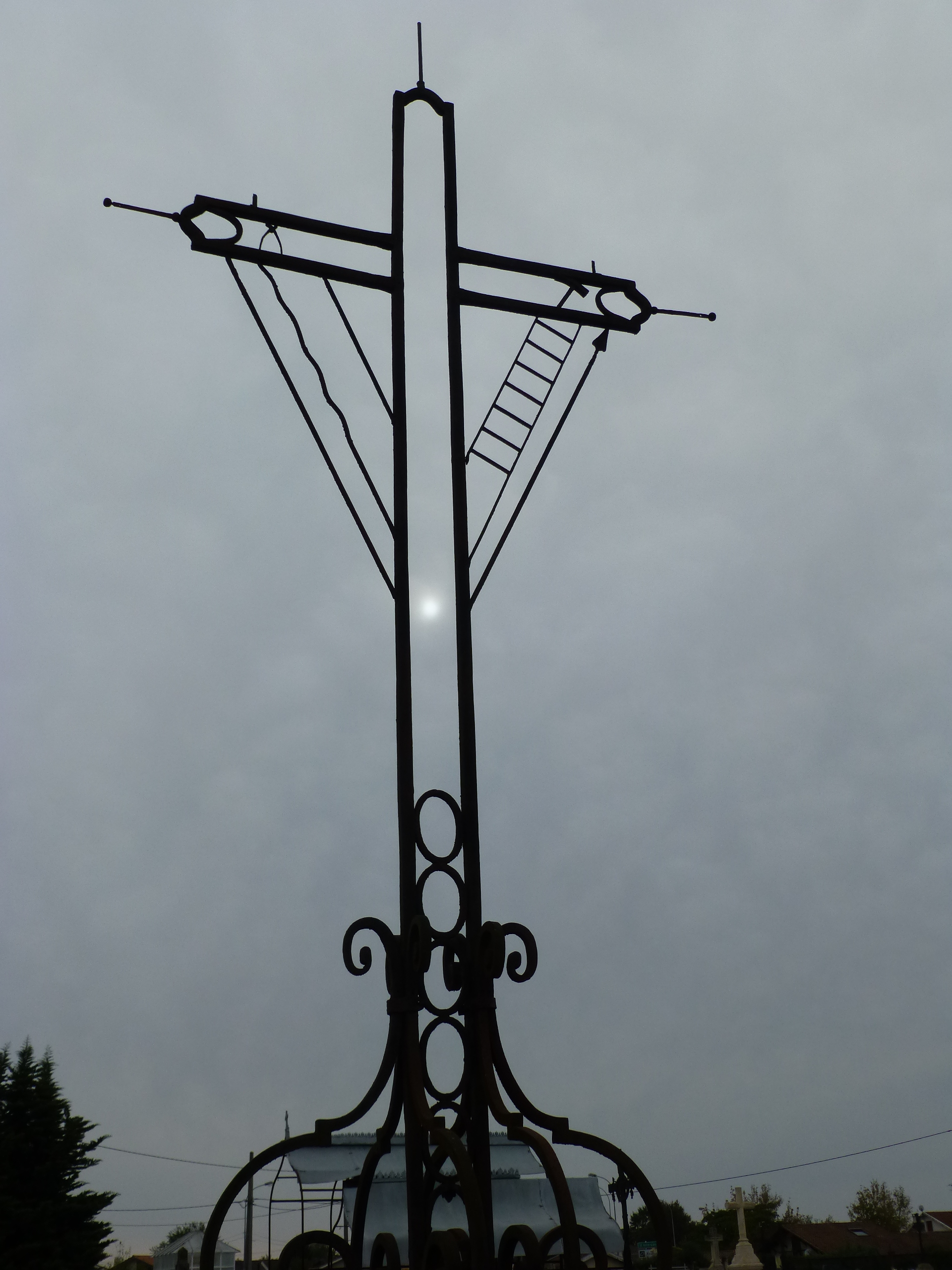
Eysines, croix de prédication de 1788 en fer forgé, déplacée.
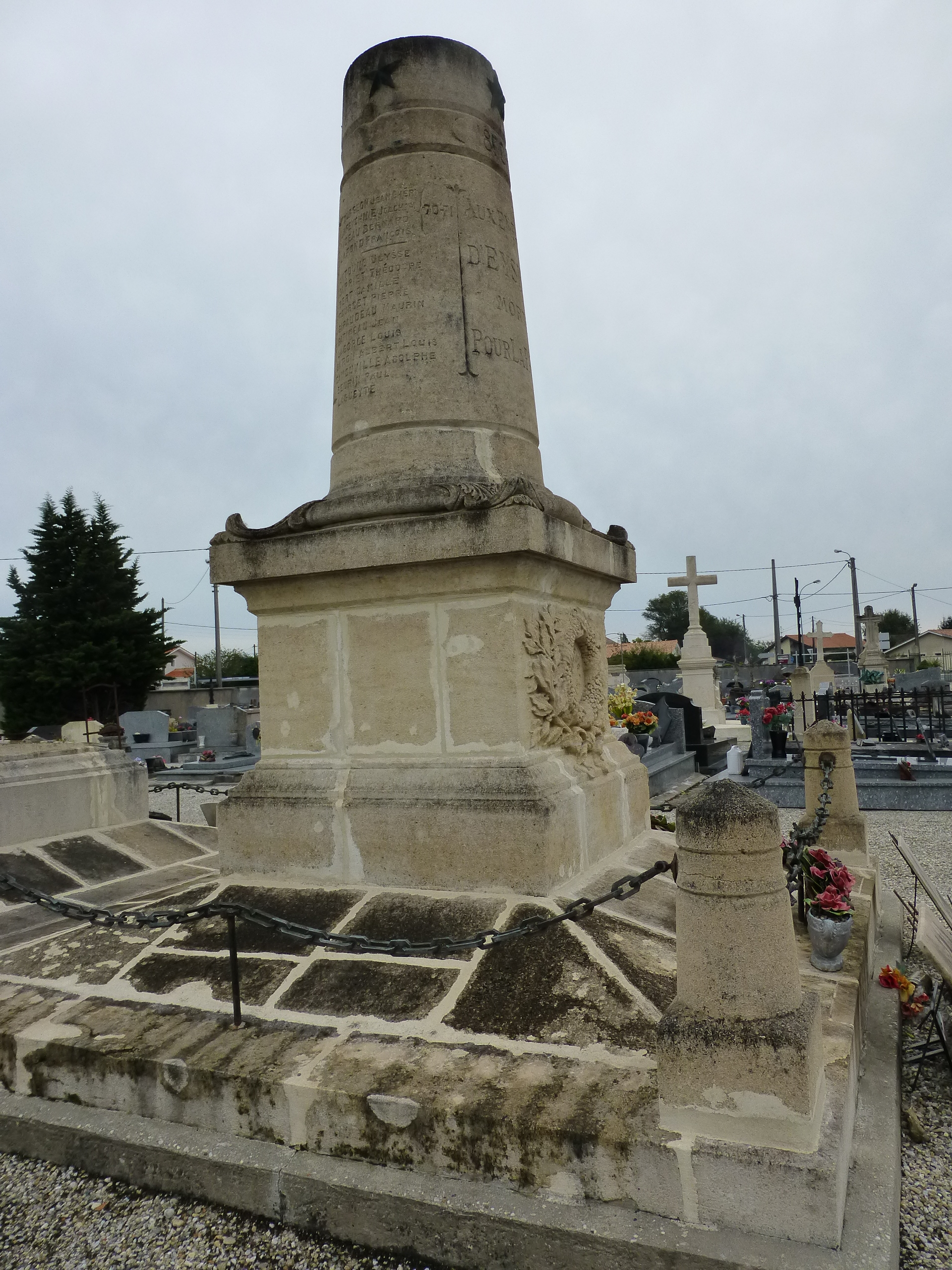
Eysines, monument aux morts de 1870.

### Le maraîchage, les Jalles et les sources
La Jalle de Blanquefort marque d'emblée l'histoire d'Eysines, car, en plus d'irriguer les sols, son débit offre une énergie exploitable. Les premiers moulins à eau apparaissent dès le XIIe siècle avec le moulin de Jallepont, de Landemoulin, du Moulinat et de Plassan. Ils fournissent Bordeaux en farine. Eysines a ainsi longtemps prospéré grâce à sa vocation agricole et surtout maraîchère, la commune était alors appelée « le potager de Bordeaux » dont il subsiste une vingtaine d'exploitations spécialisées notamment dans la citrouille et la pomme de terre. Sur le blason de la ville, figure la Jalle, source de fertilité pour la commune, et les « trois croissants » qui symbolisent Bordeaux, la ville tutélaire. Les digues sont régulièrement renforcées pour prévenir les inondations le long de la Jalle.
L'aqueduc du Thil (ou l'aqueduc du Taillan-Médoc) traverse la commune dans sa partie nord. Mis en service le 15 août 1857, c'est un ouvrage souterrain de maçonnerie, à écoulement par gravité, qui s'étend sur 12 kilomètres. L'eau qu'il capte dans de nombreuses sources (Thil, Bussac, Bussaguet, Cantinolle…) est acheminée à plus de 44 000 m3/jour vers un réservoir de 13 000 m3 à l'usine Paulin de Bordeaux, assurant près d'un quart des besoins d'alimentation en eau de Bordeaux Métropole. Traversant plusieurs communes (Saint-Médard-en-Jalles, Le Haillan, Eysines, Bruges, Le Bouscat et Bordeaux), cet aqueduc n'est visible qu'à la limite d'Eysines et du Taillan-Médoc, au niveau du franchissement des jalles, sous la forme d'un canal de 76 mètres de long.

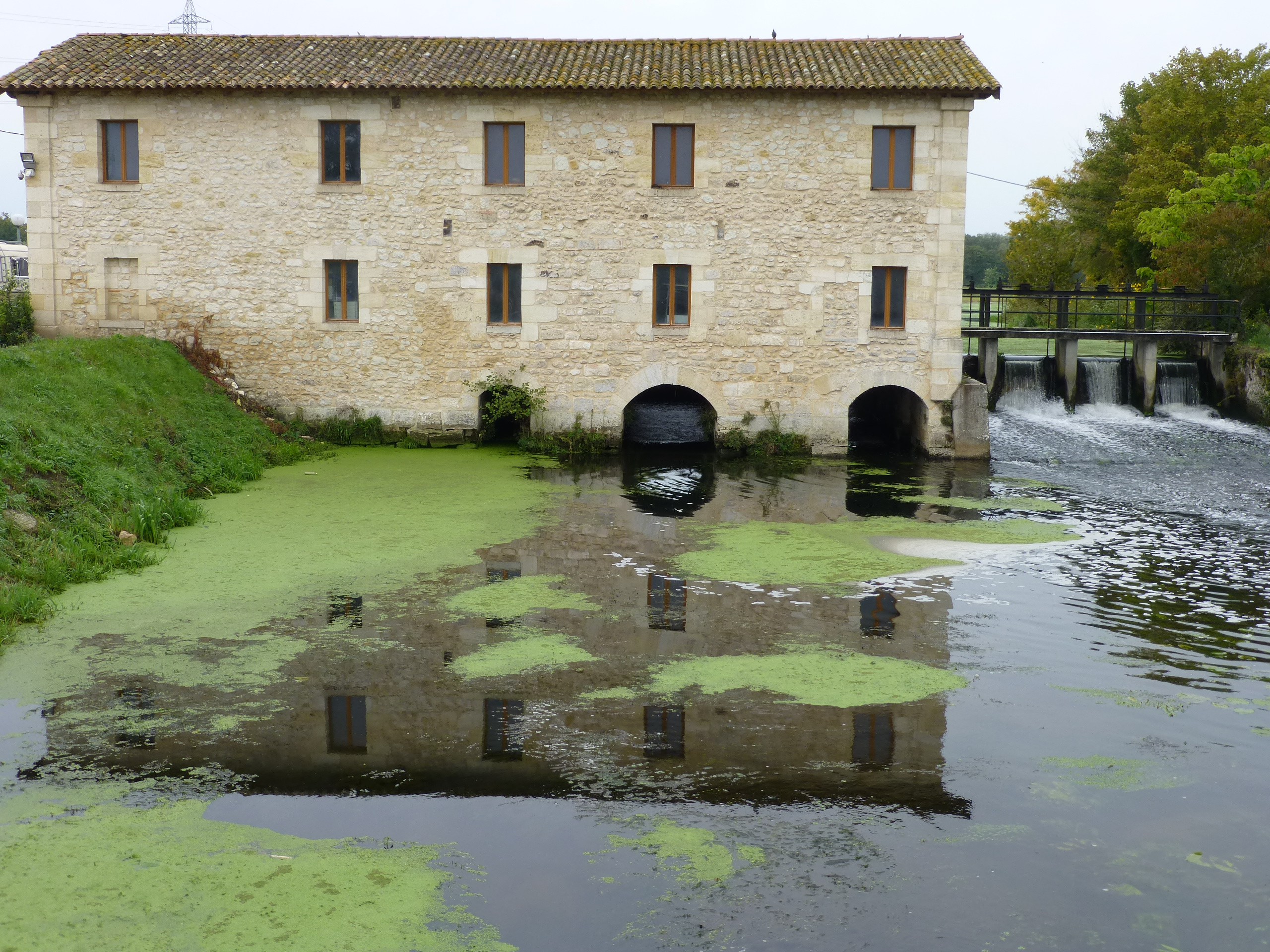
Eysines, le moulin Blanc au cœur de la zone maraichère de la Vallée des Jalles.
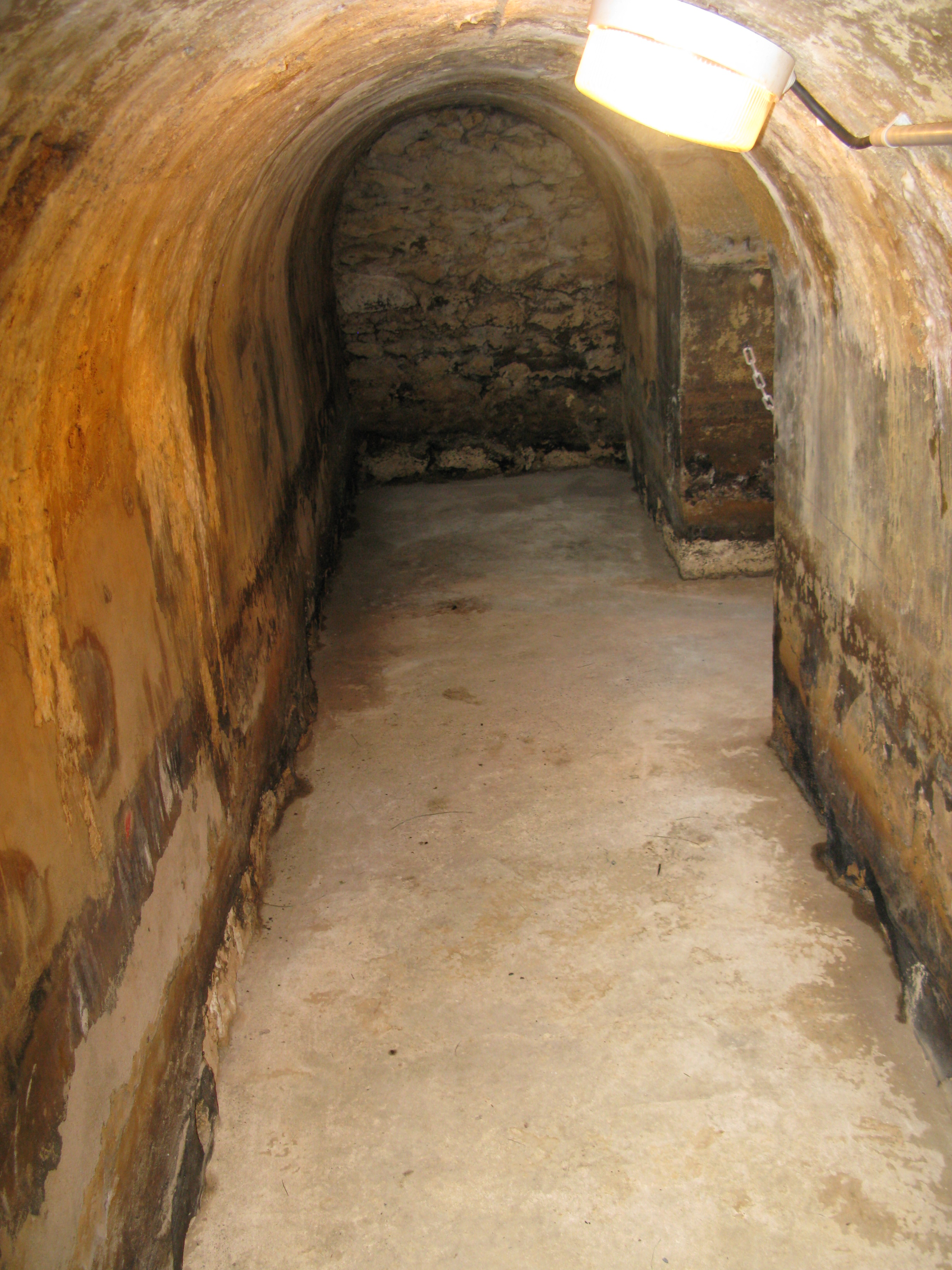
Aqueduc du Thil à Saint-Médard-en-Jalles.
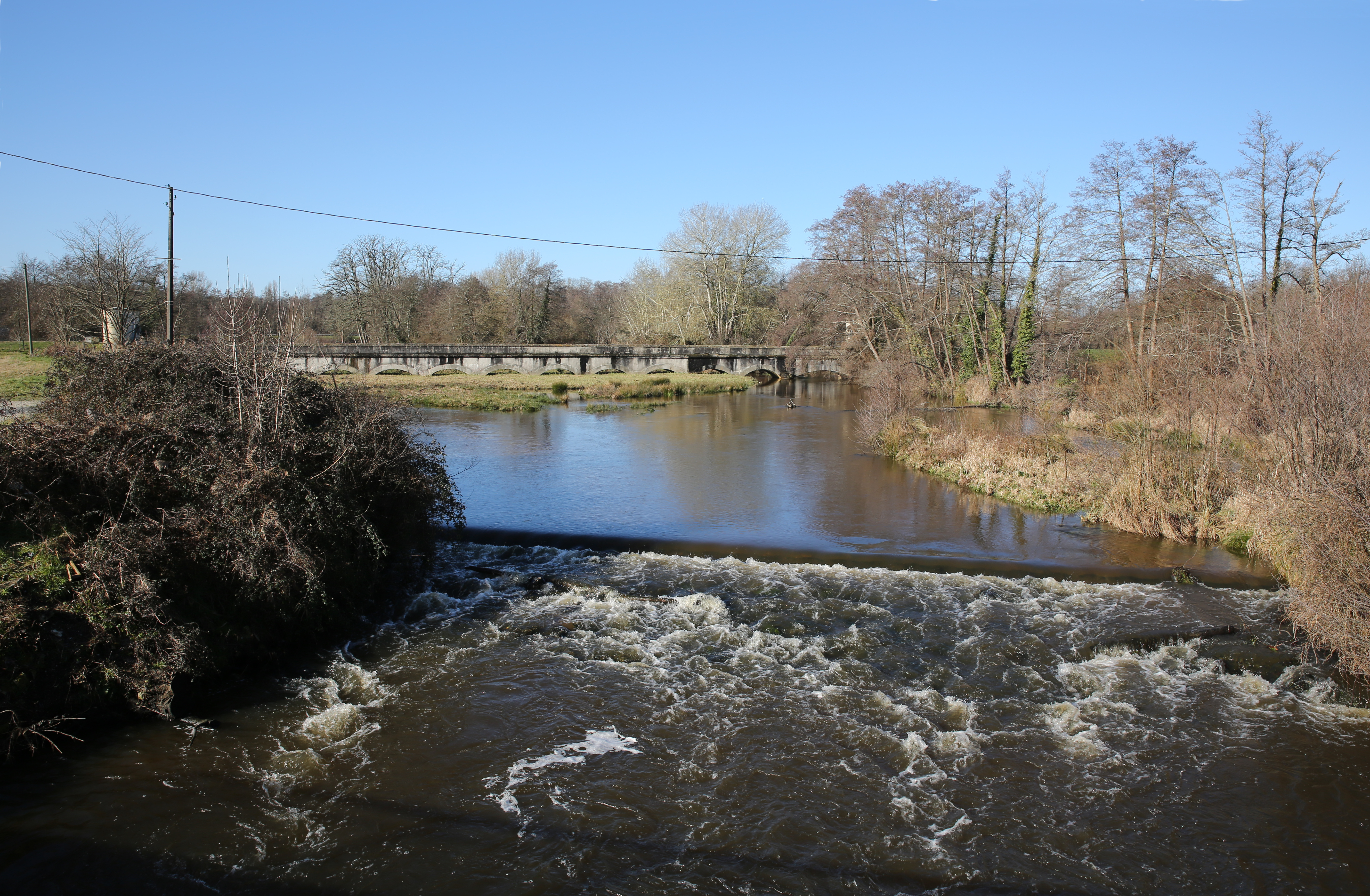
L'aqueduc du Thil dans sa partie visible à Jallepont, à la limite d'Eysines et du Taillan-Médoc.

### L'ancien tramway de Bordeaux
La Compagnie du tramway Bordeaux-Bouscat-Le Vigean et Extensions (BBV), fondée en 1892, met en service le 17 décembre 1893 une ligne de tramway à voie métrique entre Bordeaux (barrière du Bouscat) et Le Vigean. La compagnie procède à diverses extensions ou ouvertures de lignes, notamment :
- Le Vigean - Eysines, ouverte le 25 septembre 1895 ;
- Le Vigean - Le Taillan - Blanquefort[39], ouverte le 25 septembre 1897.

### Eysines d'aujourd'hui
L'image de village prévaut à Eysines jusqu'aux années 1970. Depuis, le nombre d'habitants a beaucoup augmenté et la physionomie de la commune a évolué. Des logements ont été construits et les terres en friche ont globalement disparu. Eysines s'est équipé en locaux sociaux, culturels, sportifs et de loisirs ; des entreprises se sont implantées au gré du développement de la CUB, puis de la Métropole. Cependant, de ses origines villageoises, la ville a cherché à conserver le respect de la nature et à concilier urbanisation et environnement. Incitée à aller de l'avant par la structure de sa population (40 % des Eysinais ont moins de 25 ans), la commune se veut ville active et actuelle.

### Accidents aériens
La commune est située dans la zone d'approche de l'aéroport de Bordeaux-Mérignac. Les forêts de la ville ont été le site de deux accidents aériens, à chaque fois par temps de brouillard : 
- Le 7 février 1953, un Douglas DC-4 reliant Abidjan à Paris, avec une escale à Bordeaux, s’écrase lors de son approche de l'aéroport. L'accident fait six morts et douze blessés[41] ;
- Le 21 décembre 1987, un Embraer 120 assurant le vol 1919 Air France entre Bruxelles et Bordeaux s'écrase lors de son approche en descente pour atterrir. Les membres d'équipage et tous es passagers, au nombre de treize, sont tués.

## Politique et administration

### Liste des maires
| Période                                  | Période  | Identité                      | Étiquette   | Qualité |
| ---------------------------------------- | -------- | ----------------------------- | ----------- | --- |
| 1790                                     |          | Étienne Ponson                |             | |
| 1792                                     | 1792     | Dupuch                        |             | |
| 1793                                     |          | Fabien Dessolies              |             | ancien curé d'Eysines |
| 1798                                     | 1815     | Pierre Jeantet                |             | |
| 1815                                     |          | Guillaume Gentillot           |             | |
| 1816                                     | 1817     | Bernard Abeilley              |             | chirurgien |
| 1817                                     |          | Jean Durand                   |             | |
| 1821                                     | 1828     | Claude Bodin de Saint-Laurent |             | |
| 1828                                     | 1850     | Pierre Jeantet                |             | |
| 1850                                     | 1859     | Jean Lalumière                |             | |
| 1859                                     | 1869     | Louis Petit                   |             | |
| 1869                                     | 1870     | Édouard Saint-Jean            |             | |
| 1870                                     | 1871     | Jean Piet                     |             | |
| 1871                                     |          | Philippe Duchamp              |             | |
| 1877                                     | 1878     | Jean-Basile Lalumière         |             | |
| 1878                                     | 1881     | Pierre Hyvert                 | Républicain | Propriétaire du château Lescombes. |
| 1881                                     | 1882     | Jean-Basile Lalumière         |             | |
| 1882                                     | 1888     | Léon Raffi                    |             | |
| 1888                                     | 1919     | Aladin Miqueau                |             | |
| 1919                                     | 1925     | Raymond Renouil               |             | |
| 1925                                     | 1925     | Bernard Guiraud               |             | |
| 1925                                     | 1929     | Jean Lahary                   |             | |
| 1929                                     | 1935     | Ghislain Le Dantec            |             | |
| 1935                                     | 1938     | René Dumon                    |             | |
| 1939                                     | 1945     | Henri Moussa                  |             | |
| 1945                                     | 1964     | Raoul Déjean                  |             | |
| 1964                                     | 1970     | René Girol                    |             | |
| 1970                                     | 1977     | Guy Antoune                   | CDP-UC      | Géomètre-expert Député (1973-1978) |
| 1977                                     | 2008     | Pierre Brana                  | PS          | Ingénieur EDF-GDF Député (1988-1993 et 1997-2002) Conseiller général du Canton de Blanquefort (1982-2001) |
| mars 2008 (réélue en mai 2020)           | En cours | Christine Bost                | PS          | Cadre Conseillère générale du canton de Blanquefort (2001-2015) Conseillère départementale du canton des Portes du Médoc depuis 2015 Vice-présidente de la CUB puis de Bordeaux Métropole (entre 2008 et 2024) Présidente de Bordeaux Métropole (à partir de 2024) |
| Les données manquantes sont à compléter. |          |                               |             | |

### Politique de développement durable
La ville a engagé une politique de développement durable en lançant une démarche d'Agenda 21.

### Jumelages
- Castrillón (Espagne) depuis 1980.
- Clonmel (Irlande) depuis 1995.
- Oneşti (Roumanie) depuis 1996[44].
- Sonnino (Italie) depuis 2007.

## Population et société

### Démographie
L'évolution du nombre d'habitants est connue à travers les recensements de la population effectués dans la commune depuis 1793. Pour les communes de plus de 10 000 habitants les recensements ont lieu chaque année à la suite d'une enquête par sondage auprès d'un échantillon d'adresses représentant 8 % de leurs logements, contrairement aux autres communes qui ont un recensement réel tous les cinq ans,.

En 2022, la commune comptait 24 436 habitants, en évolution de +5,69 % par rapport à 2016 (Gironde : +6,91 %, France hors Mayotte : +2,11 %).
| 1793  | 1800  | 1806  | 1821  | 1831  | 1836  | 1841  | 1846  | 1851  |
| ----- | ----- | ----- | ----- | ----- | ----- | ----- | ----- | ----- |
| 1 980 | 1 692 | 1 691 | 1 835 | 2 090 | 2 295 | 2 520 | 2 575 | 2 602 |

| 1856  | 1861  | 1866  | 1872  | 1876  | 1881  | 1886  | 1891  | 1896  |
| ----- | ----- | ----- | ----- | ----- | ----- | ----- | ----- | ----- |
| 2 666 | 2 847 | 3 105 | 2 361 | 2 526 | 2 743 | 2 848 | 2 848 | 2 816 |

| 1901  | 1906  | 1911  | 1921  | 1926  | 1931  | 1936  | 1946  | 1954  |
| ----- | ----- | ----- | ----- | ----- | ----- | ----- | ----- | ----- |
| 2 826 | 2 867 | 2 787 | 2 826 | 3 017 | 3 150 | 3 163 | 3 280 | 4 287 |

| 1962  | 1968  | 1975   | 1982   | 1990   | 1999   | 2006   | 2011   | 2016   |
| ----- | ----- | ------ | ------ | ------ | ------ | ------ | ------ | ------ |
| 5 327 | 8 026 | 12 719 | 14 760 | 16 391 | 18 407 | 19 279 | 20 122 | 23 120 |

| 2021   | 2022   | - | - | - | - | - | - | - |
| ------ | ------ | - | - | - | - | - | - | - |
| 24 374 | 24 436 | - | - | - | - | - | - | - |

| selon la population municipale des années : | 1968 | 1975 | 1982 | 1990 | 1999 | 2006 | 2009 | 2013 |
| Rang de la commune dans le département      | 15   | 15   | 15   | 16   | 14   | 14   | 14   | 13   |
| Nombre de communes du département           | 548  | 543  | 543  | 542  | 542  | 542  | 542  | 542  |

### Manifestations culturelles et festivités
- Les Festifolies d'Eysines, 4 jours en juin depuis 1929 : fête locale avec concerts, dégustations et fête foraine, organisée par la Société des fêtes de la Saint-Jean. 2018 en a été la 89e édition[52].
- La Foire au gras, en novembre depuis 1988 : 1er marché au gras de la Gironde, vente et dégustations de vins et produits régionaux, démonstrations de métiers, animations divers et vide-grenier. Évènement organisé par la Société des fêtes de la Saint-Jean. La 31e foire au gras s'est tenue en 2019[53].
- Eysines Goes Soul, en juillet depuis 2003 : festival soul-rock avec feu d’artifice municipal annuel[54].
- Le Raid des maraîchers, en mai ou juin depuis 2005 : parcours de marche à pied, en vélo ou en calèche, au cœur de la zone maraîchère d'Eysines avec animations et dégustations[55].
- Le Festival des Arts Mêlés, en septembre depuis 2008 : festival des arts de la rue, de cirque contemporain et de loisirs alternatifs[56].

### Publications
Le service communication de la municipalité édite plusieurs supports d'informations sur papier et/ou directement accessibles en ligne :
- Le magazine municipal bimestriel de 20 pages « MAG'Eysines - Le magazine des Eysinais » (janvier, mars, mai, juillet, septembre, novembre)
- Le journal municipal bimestriel de 4 pages « ACTU'Eysines - L'essentiel de l'actualité » (février, avril, juin, août, octobre, décembre)
- Le guide pratique des nouveaux habitants « Bienvenue à Eysines »
- L'agenda de la saison culturelle (chaque année à la rentrée de septembre)
- Des guides et des plaquettes d’informations thématiques sur certains équipements ou services municipaux

## Économie

### Revenus de la population et fiscalité
En 2010, le revenu fiscal médian par ménage était de 31 221 €, ce qui plaçait Eysines au 11 984e rang parmi les 31 525 communes de plus de 39 ménages en métropole.

## Culture locale et patrimoine

### Lieux et monuments

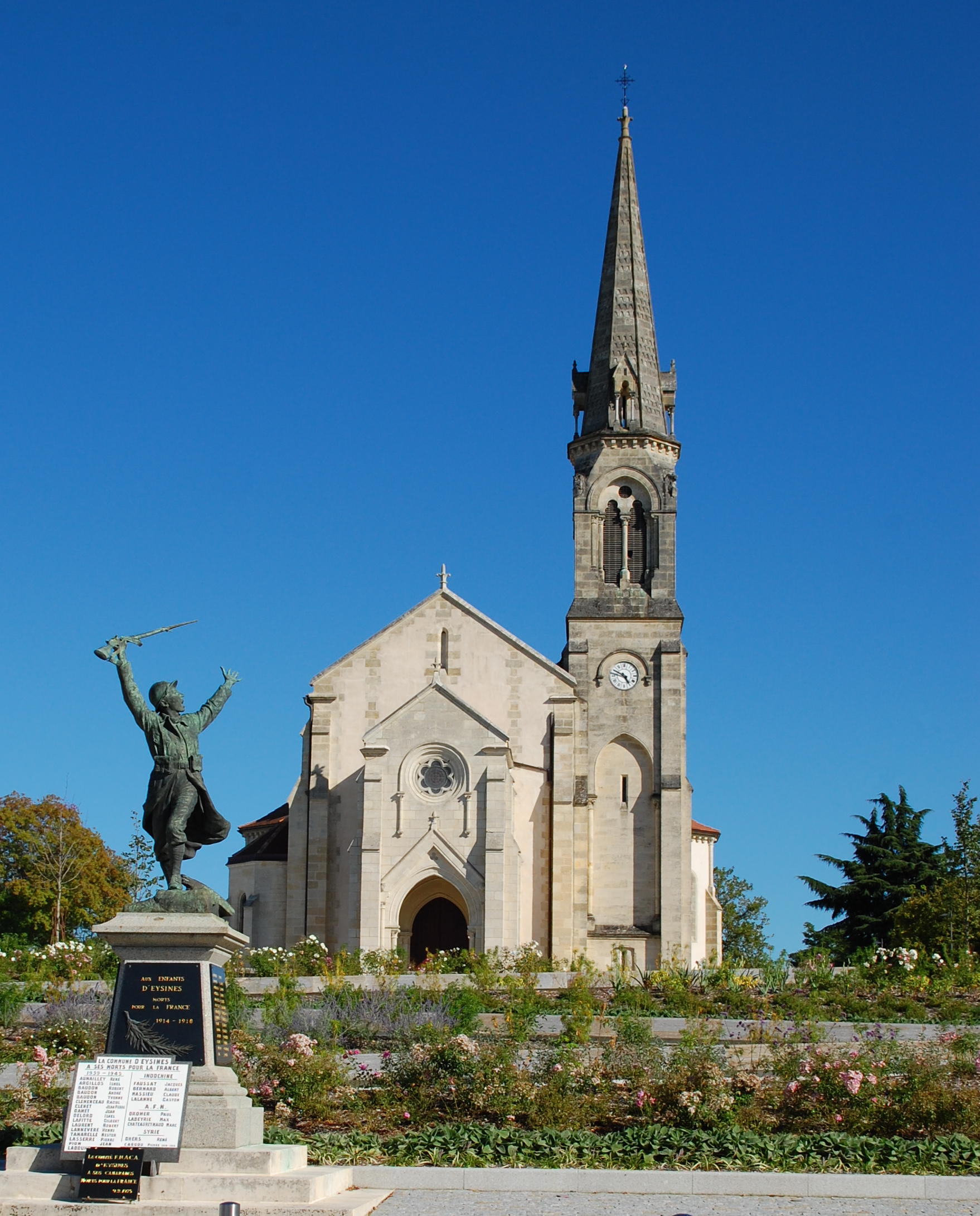
Église Saint-Martin vue depuis le parvis.

- L'église Saint-Martin, construite dans le style néo-gothique sur les plans de l'architecte Gustave Alaux, a été inaugurée par le maire d'Eysines en 1857 comme en témoigne le nom inscrit sur la clé de voûte du porche. Le bâtiment a gardé le patronyme de l'ancienne église, du mobilier a également été récupéré et transféré. Le clocher, à la mode du Cardinal Donnet, et le porche ont été construits en 1870[59],[60]. L'autel de Bernard Jabouin porte la date de 1872[61], et la statue de la Vierge à l'enfant, restaurée, date du XIIIe siècle[62]. Elle est inscrite à l'Inventaire général du patrimoine culturel[63].
- Le château Lescombes, dont les bâtiments restants datent du XVIIe siècle, est devenu un centre d'art contemporain[64],[65]. Son pigeonnier, bâti au XVIe siècle sur l'ancien puits, est inscrit[66] à l'inventaire supplémentaire des Monuments Historiques le 4 mars 1992 et avait pour dernière fonction celle de château d'eau.
L'existence du pigeonnier est attestée dès 1673. De plan circulaire, coiffé d'un dôme de pierre muni à l'est, d'une lucarne d'envol, l'édifice est ponctué dans sa partie supérieure de deux randières ou randelles, anneaux de pierre saillants empêchant les rongeurs de grimper. La porte d'origine se situe au nord. Au sud, sous un linteau métallique, une porte a été pratiquée en réutilisant des éléments d'une porte à gâble et pinacles provenant sans doute d'une partie détruite du château. À l'intérieur, un puits profond de douze mètres alimentait le réservoir placé sous la coupole (aménagement du début du XXe siècle).
- La borne de seigneurie du Thil, 1295, déplacée.
- La mairie, qui date de 1963 (architecte Bauret) ; deux bas-reliefs évoquent le passé agricole de la commune (blé et vin) ; une extension a été ajoutée en 2007.
- La zone des Jalles, zone maraîchère où sont cultivés notamment la « pomme de terre d’Eysines » et le « giraumon brodé galeux » (citrouille), les deux spécialités de la commune qui servaient à alimenter en légumes frais les soupes des Bordelais : le musée du maraîchage porte témoignage de la vie quotidienne des maraîchers jusqu'à la motorisation.
- La salle du Vigean, salle de spectacle.
- Le Plateau, centre culturel avec théâtre, cinéma et médiathèque.
- Le domaine du Pinsan, domaine sportif.

Architecture
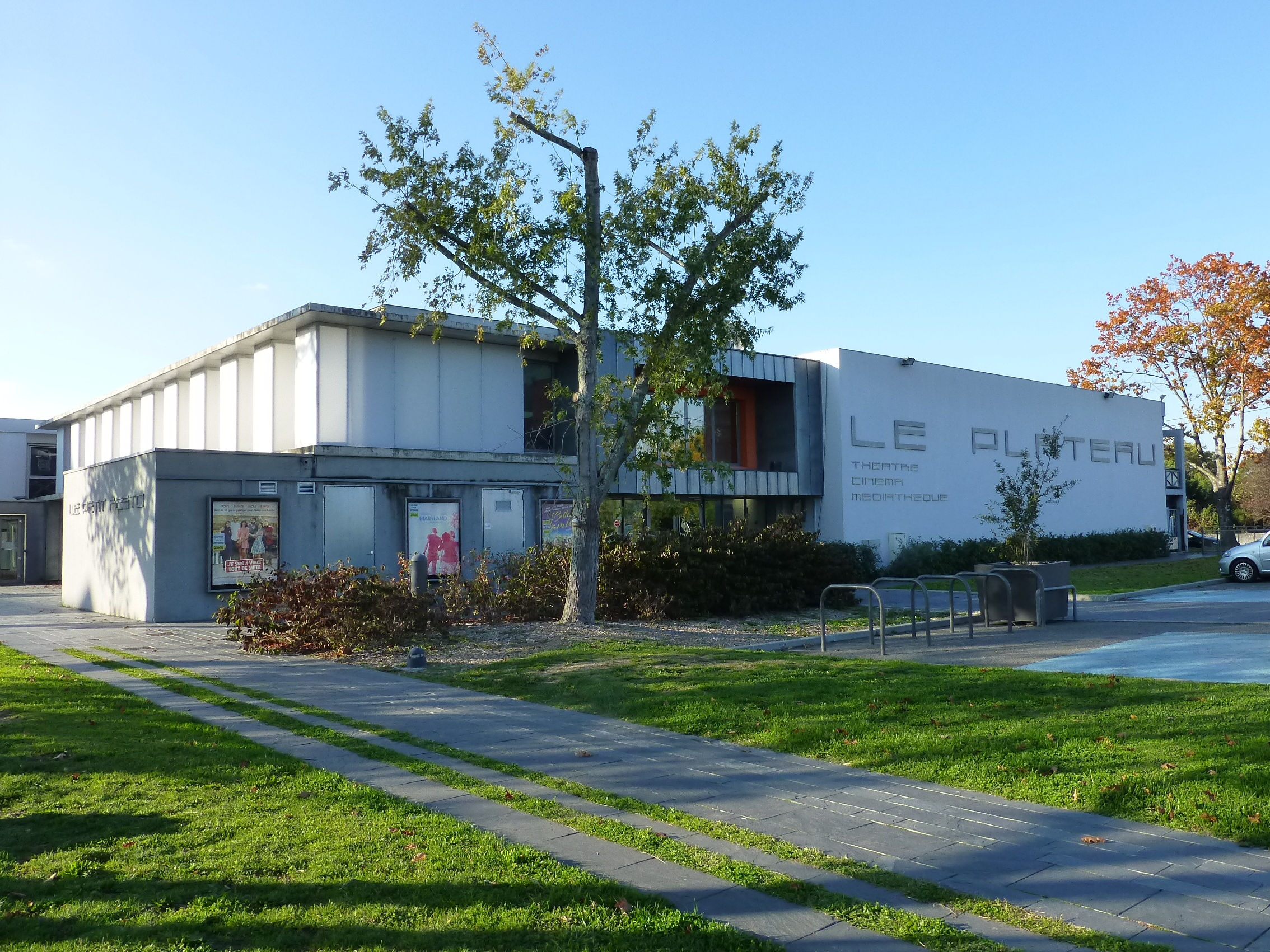
Le Plateau, centre culturel moderne.
Architecture moderne.
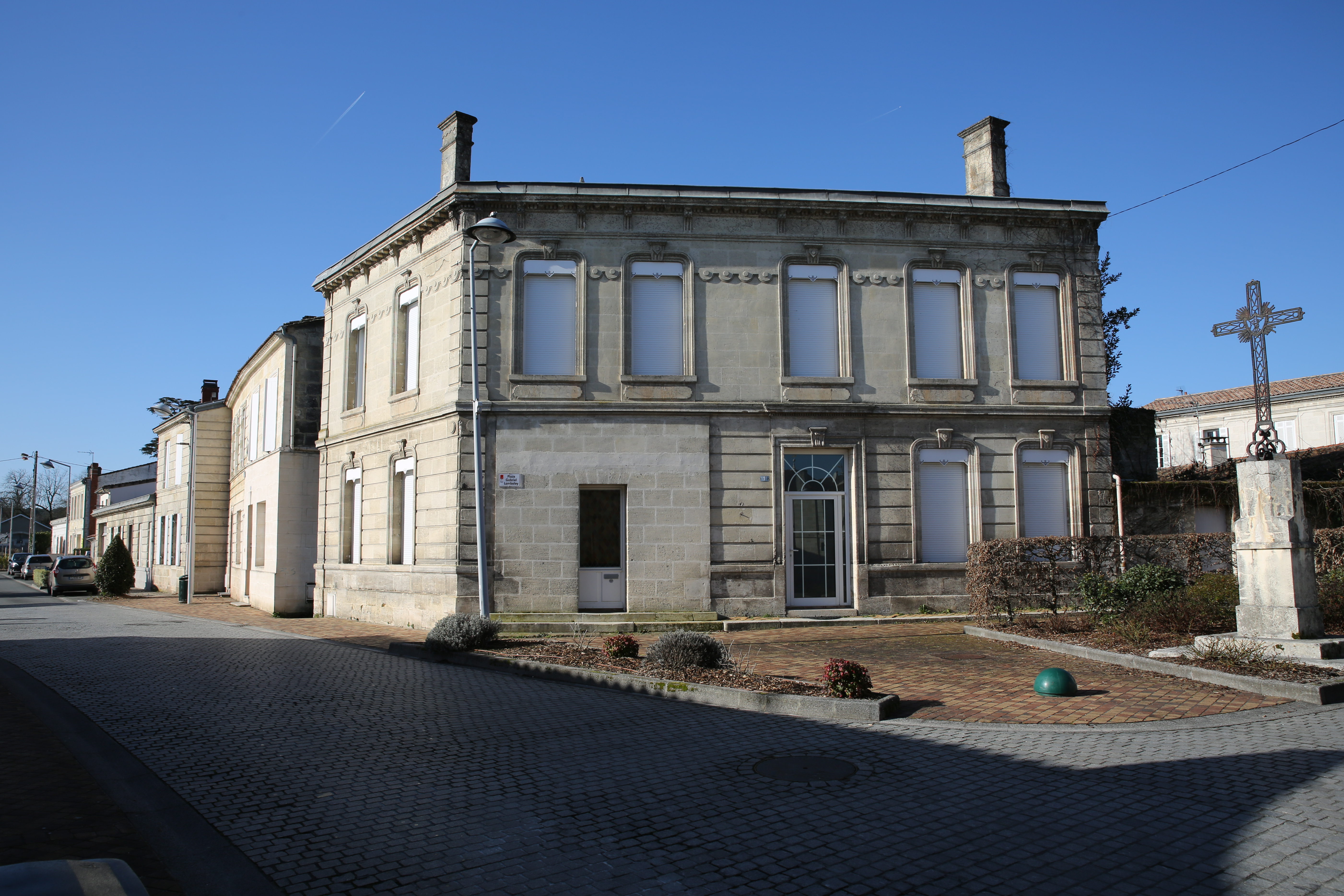
Place Lamboley.
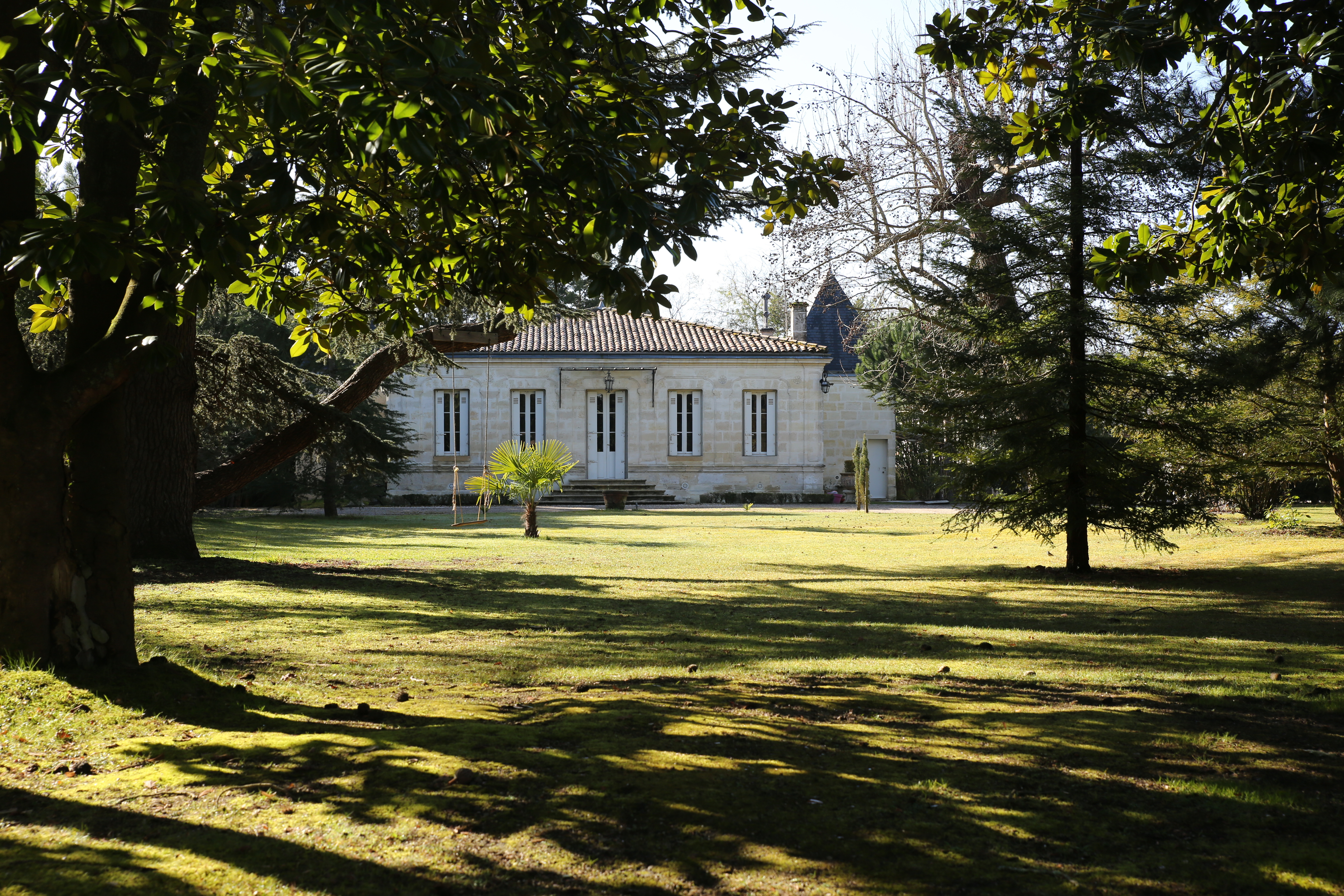
Rosario.
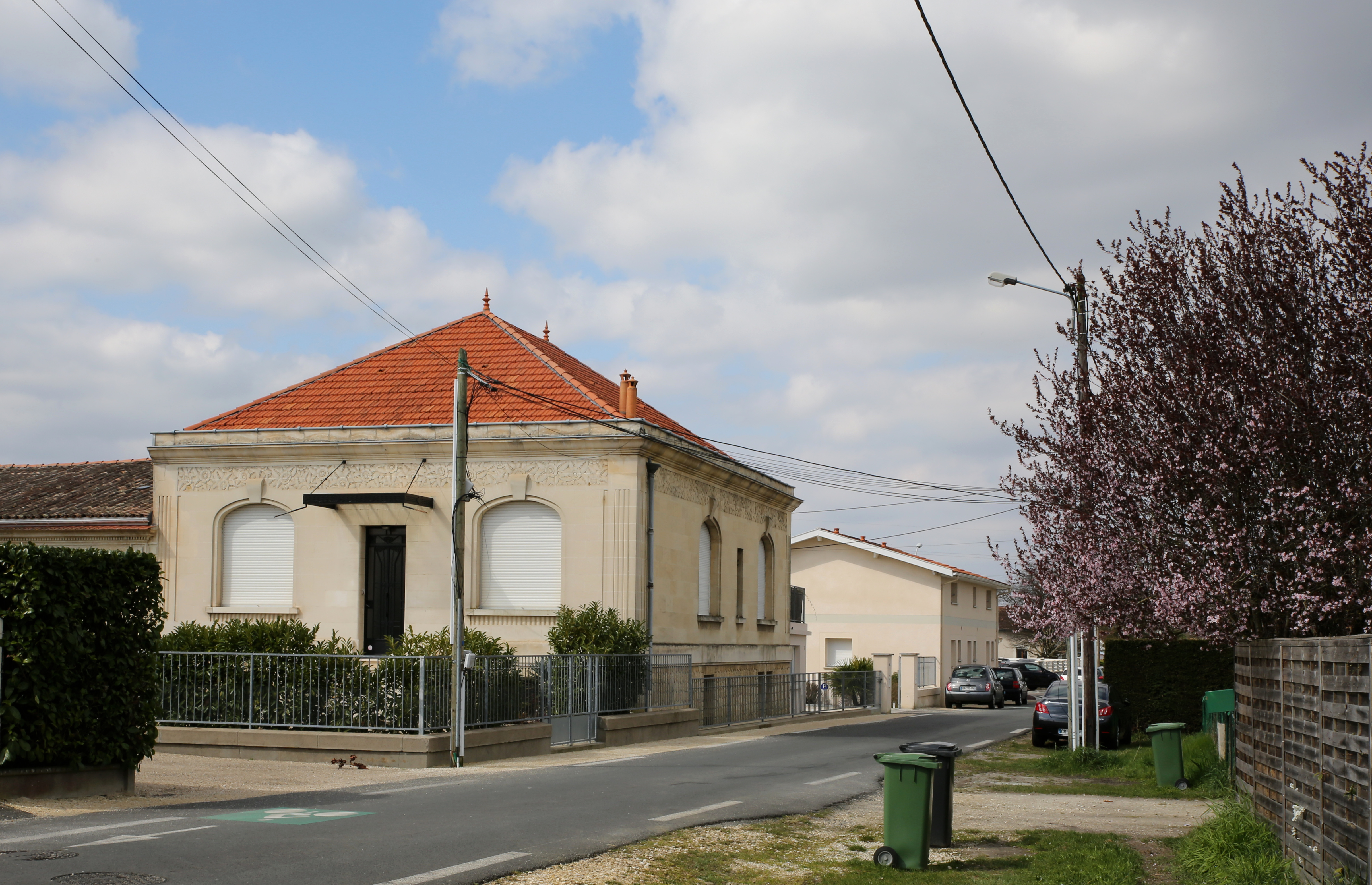
Maison de pierre.
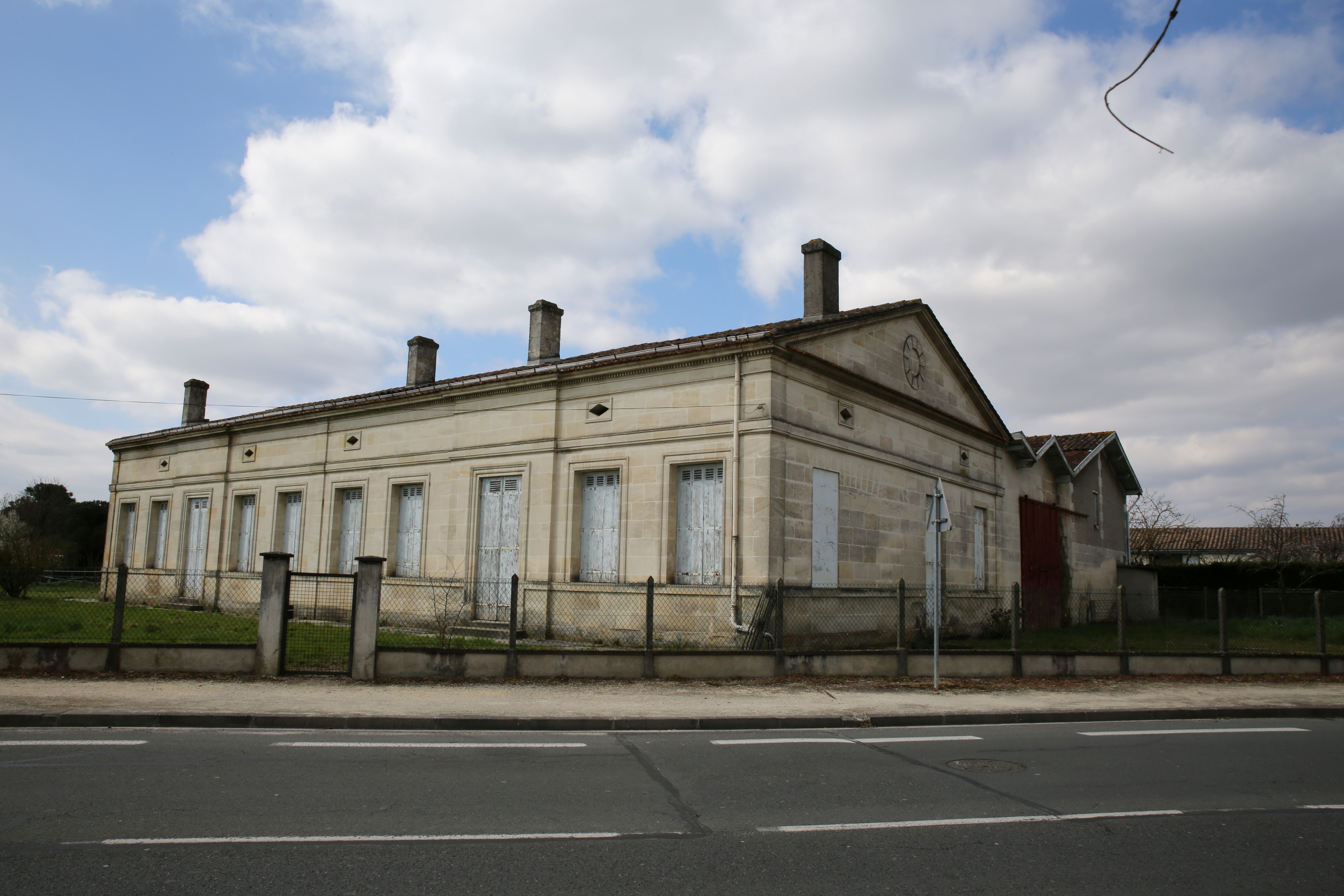
Maison ancienne.

Église Saint-Martin
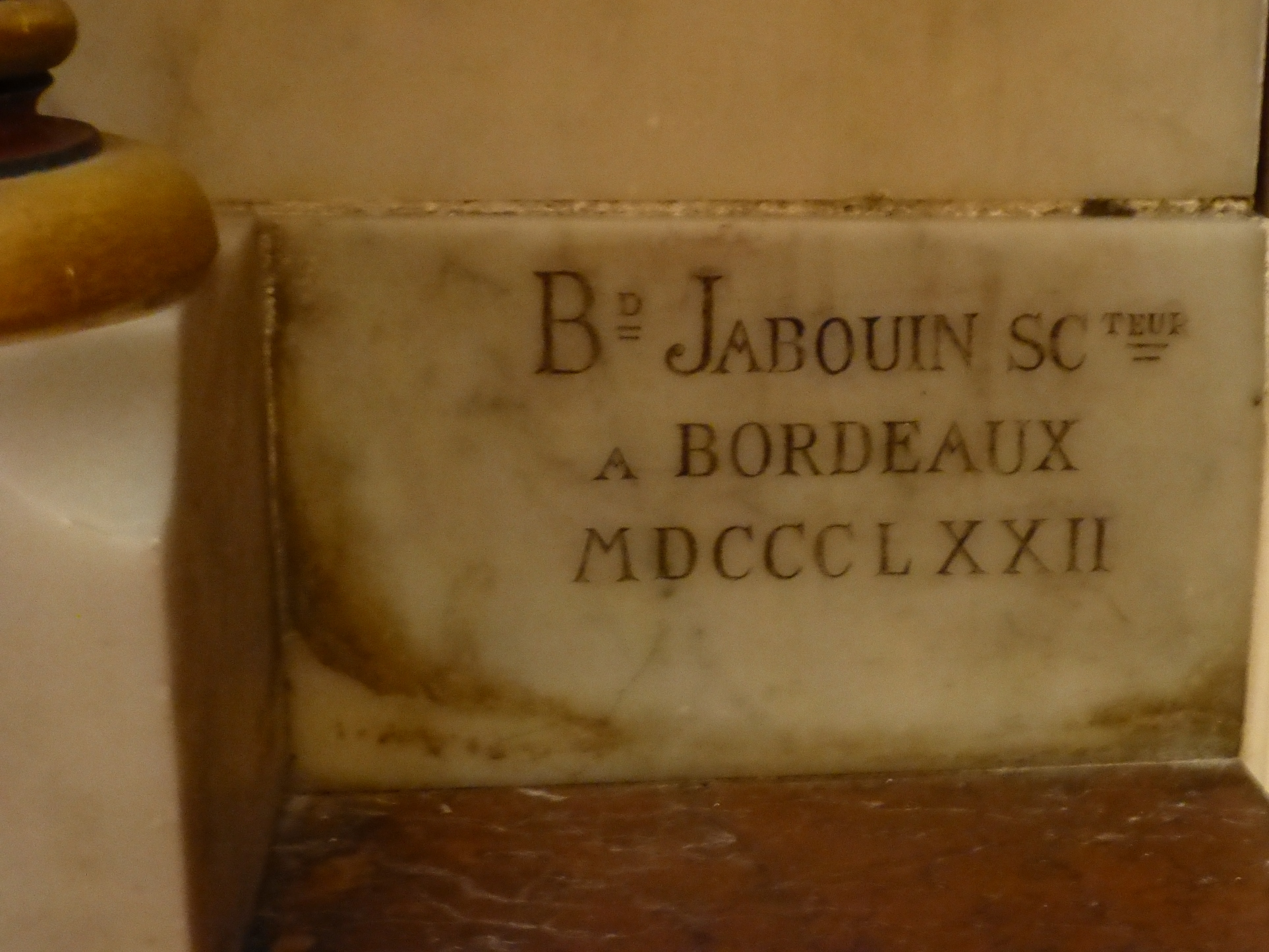
Autel de Bernard Jabouin (1810-1889), sculpteur-ornemaniste bordelais, 1872.
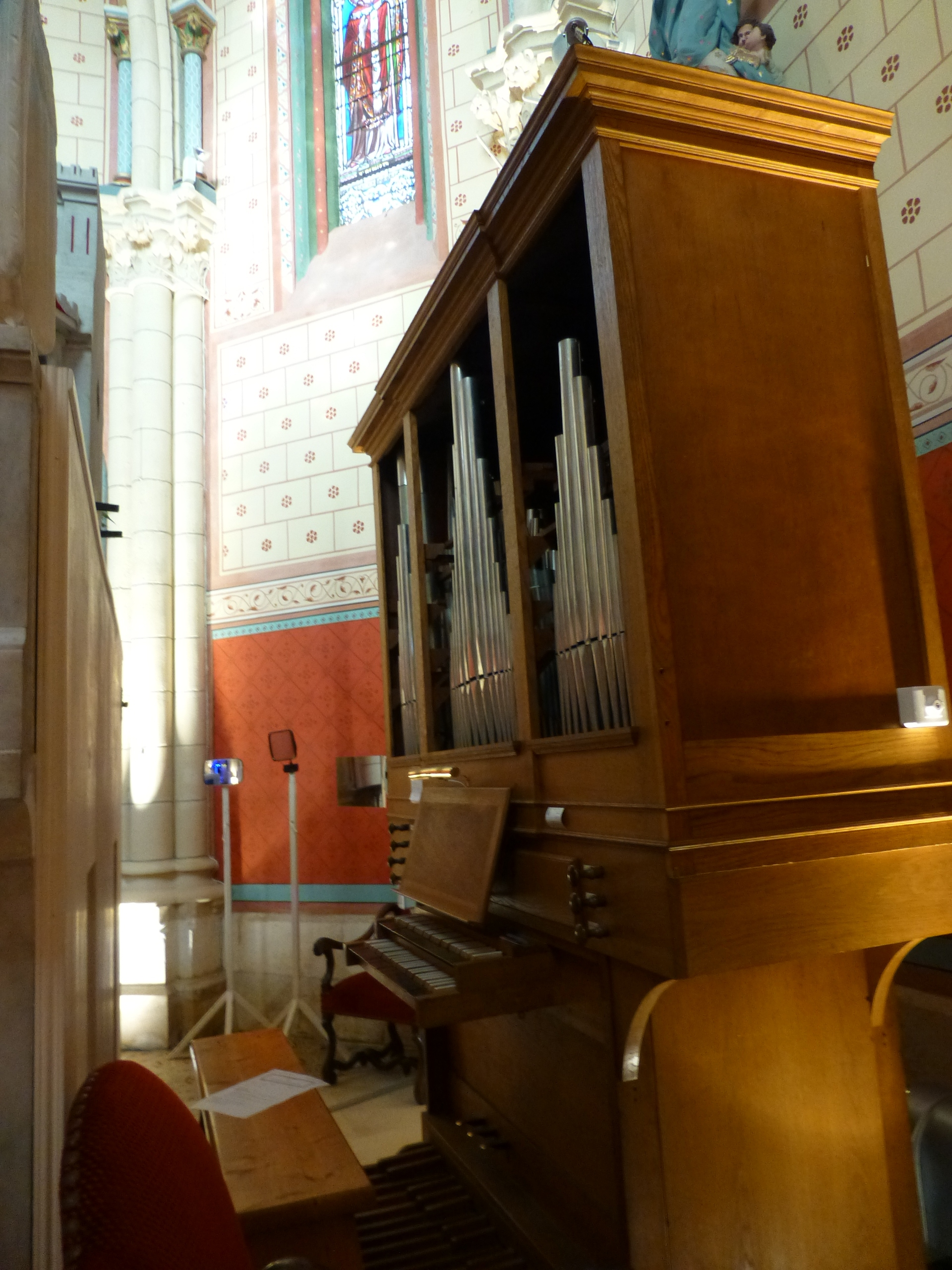
Orgue de B. Chévrier, derrière l'autel.

Le porche de l'église
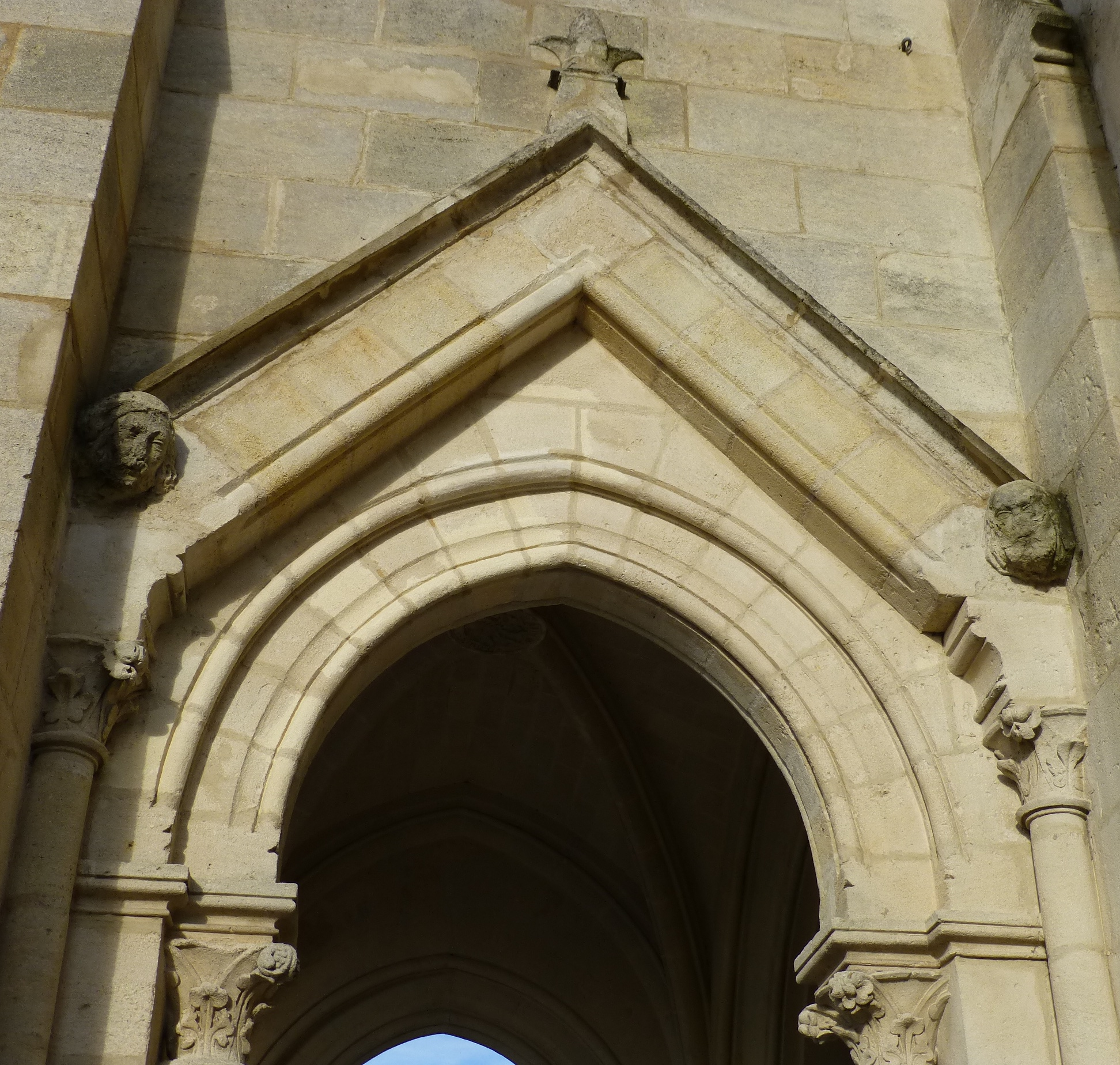
Le porche.
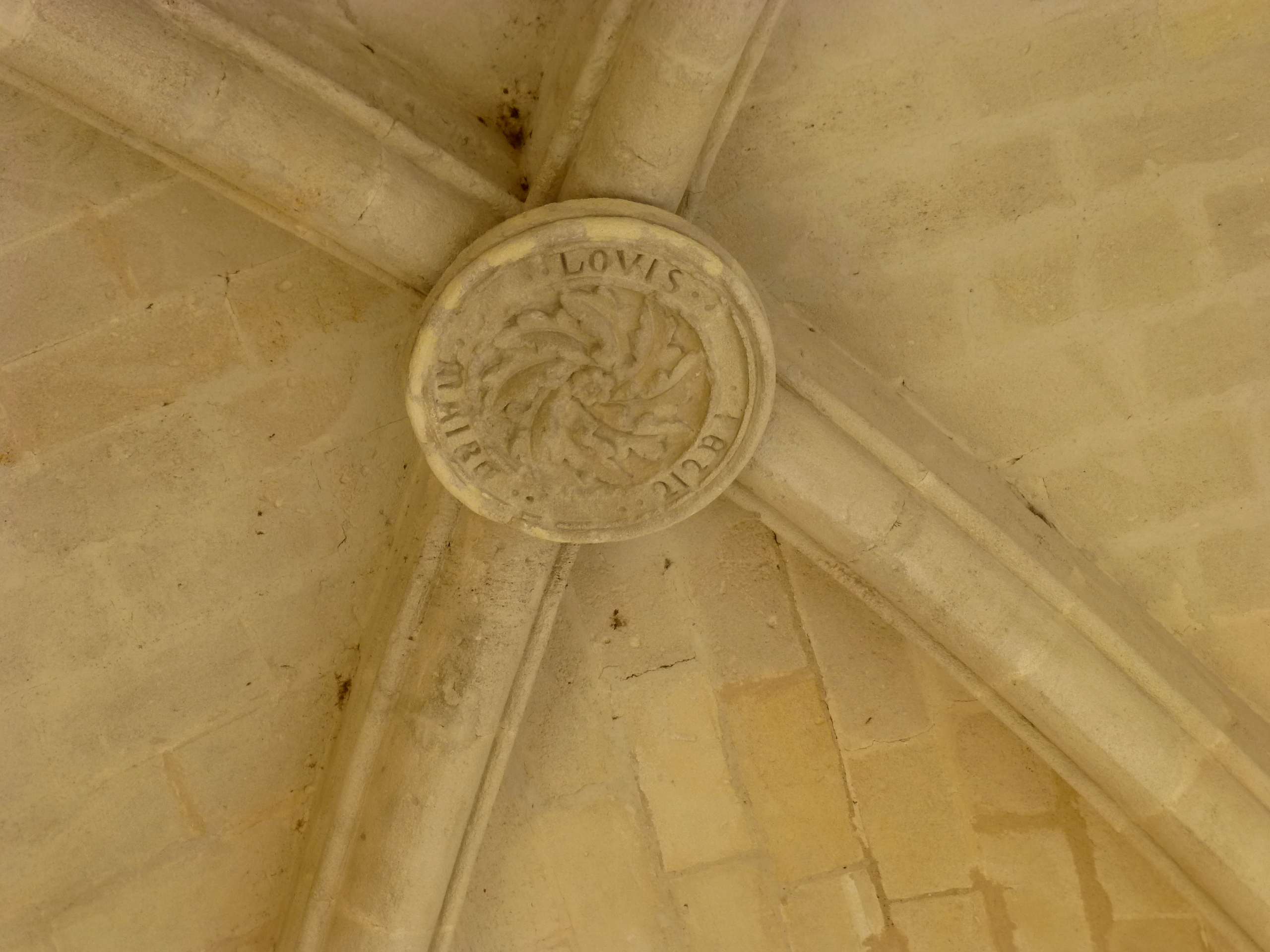
Clé de voûte du porche, LOVIS PETIT MAIRE 1869.
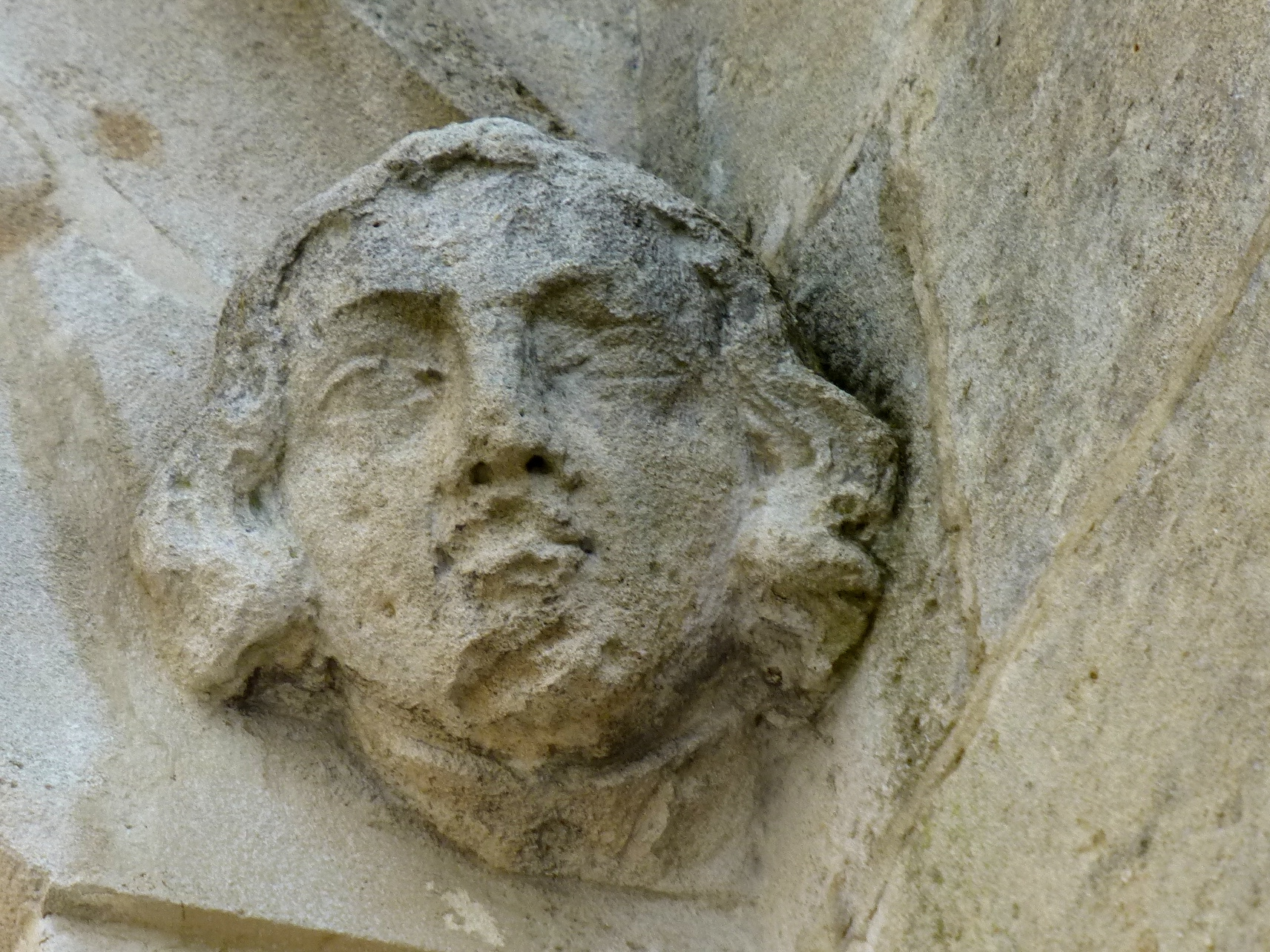
Cul-de-lampe gothique réutilisé.
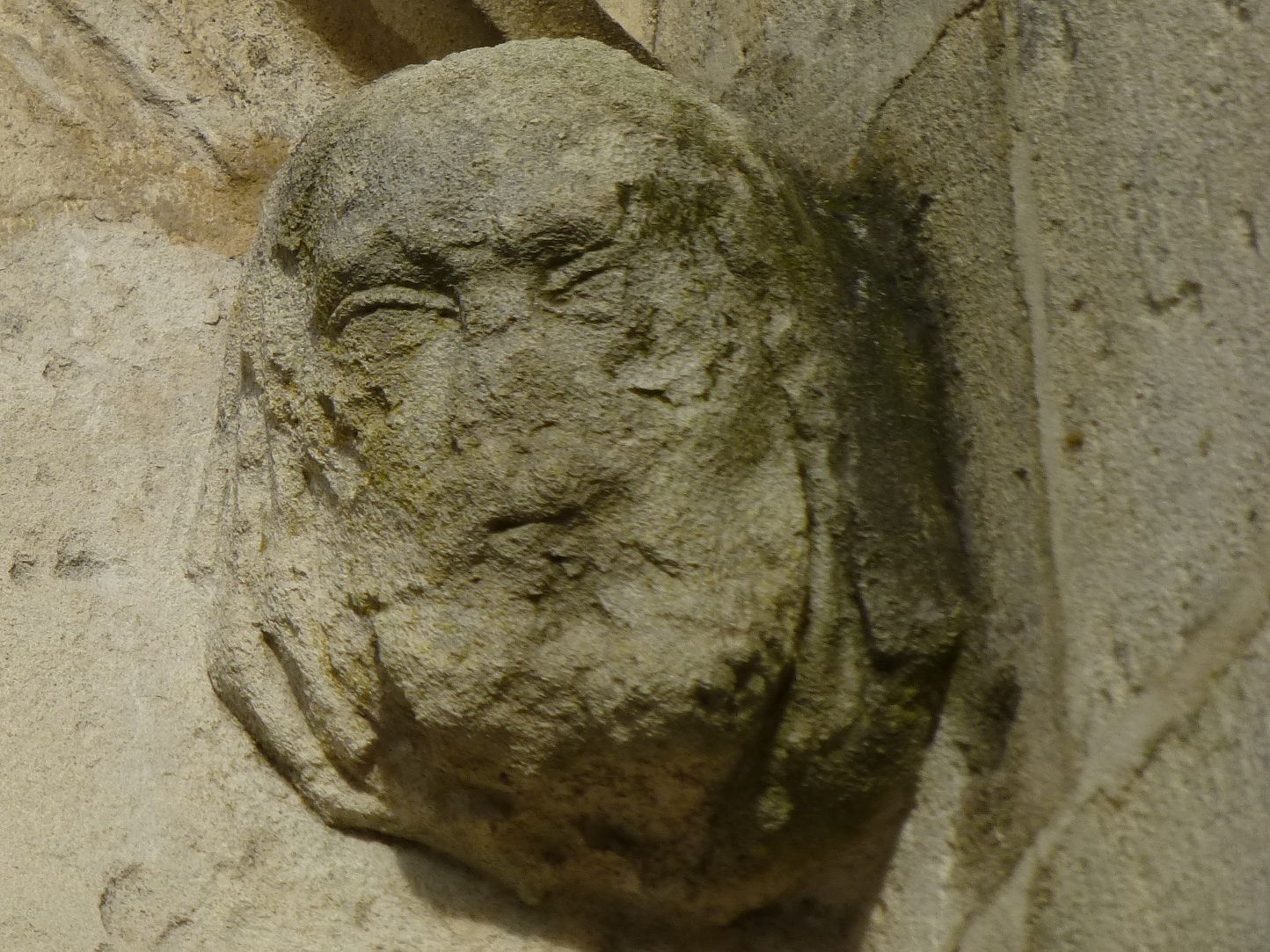
Cul-de-lampe gothique réutilisé.
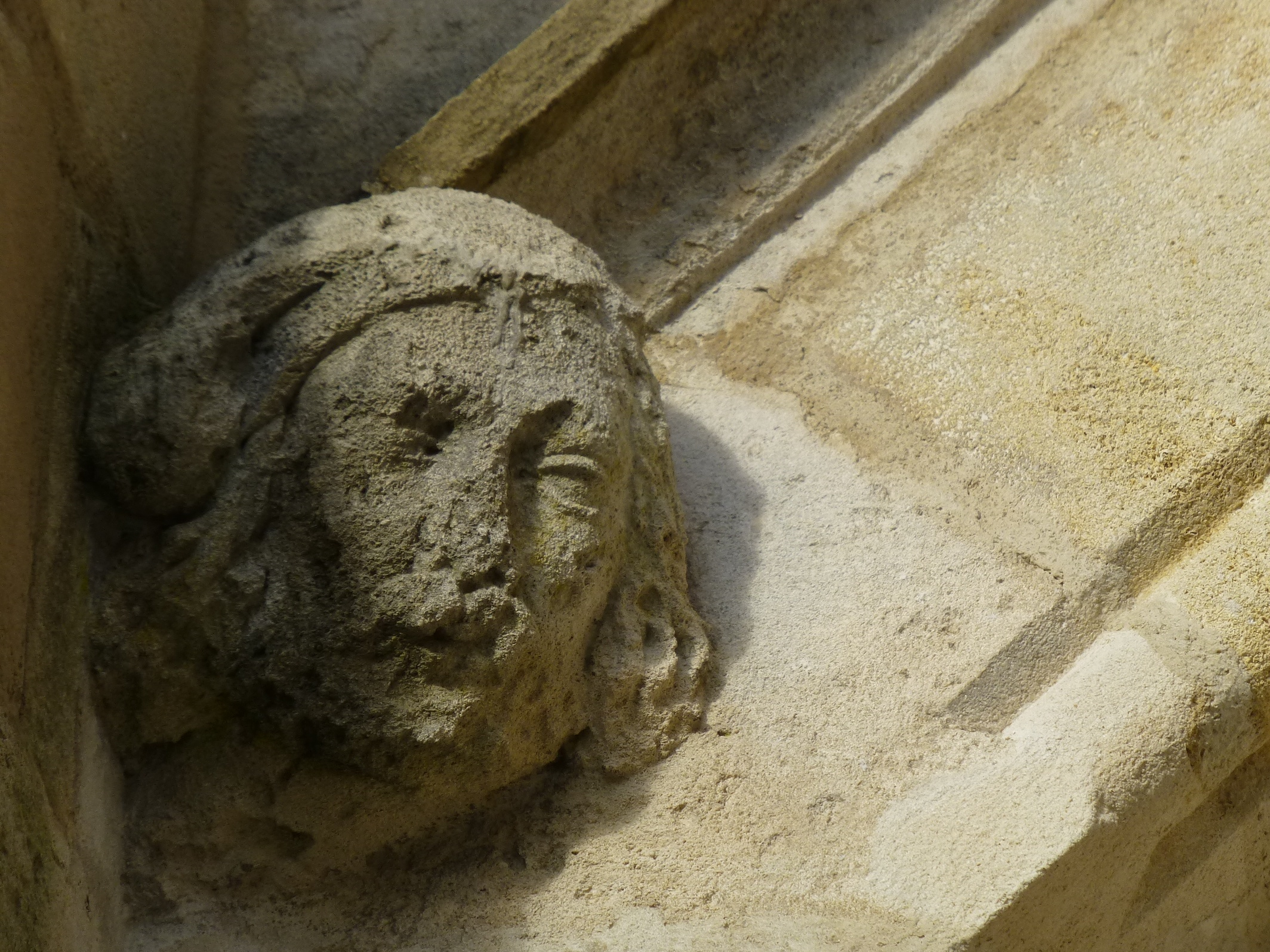
Cul-de-lampe gothique réutilisé.
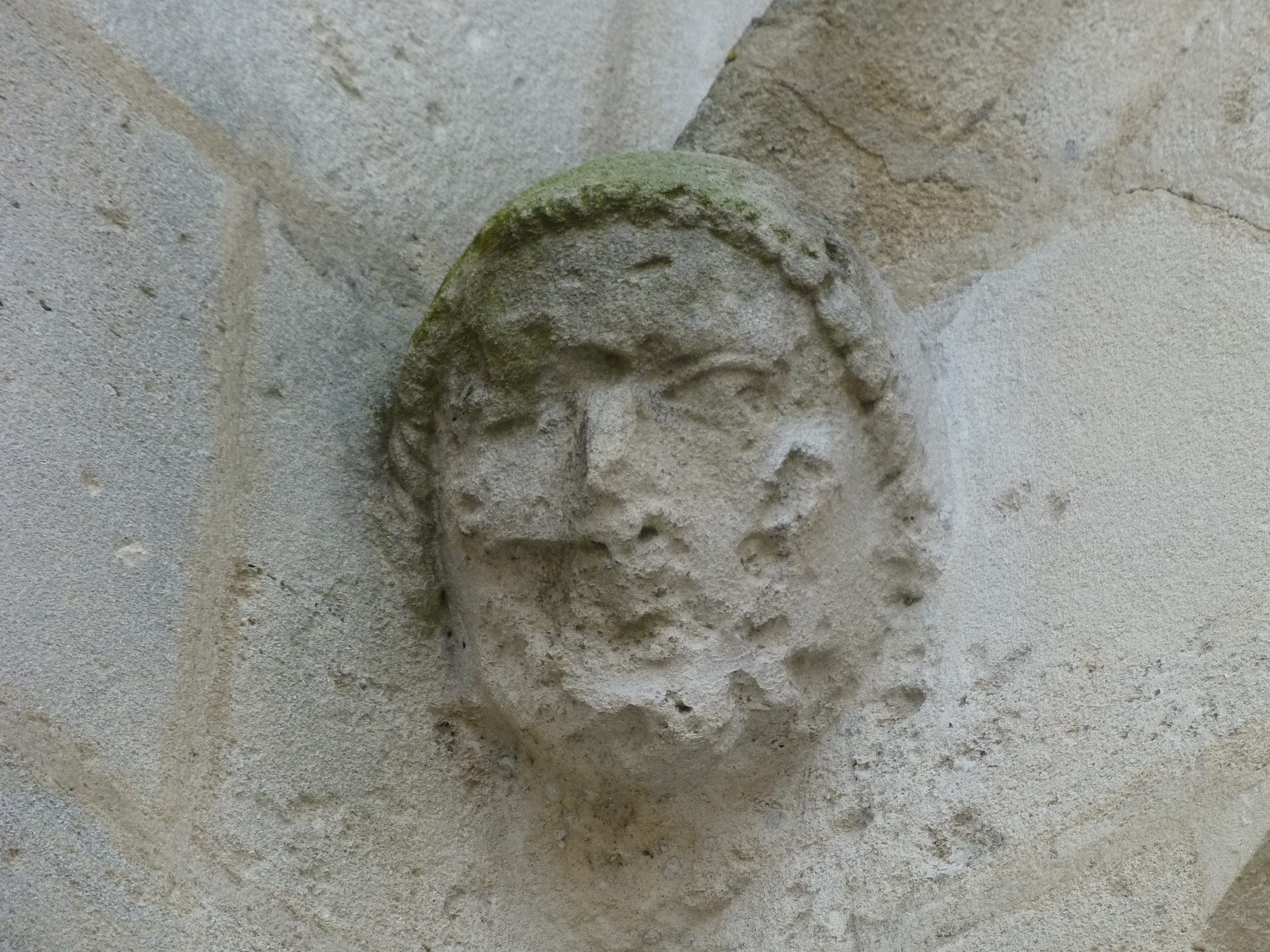
Cul-de-lampe gothique réutilisé.
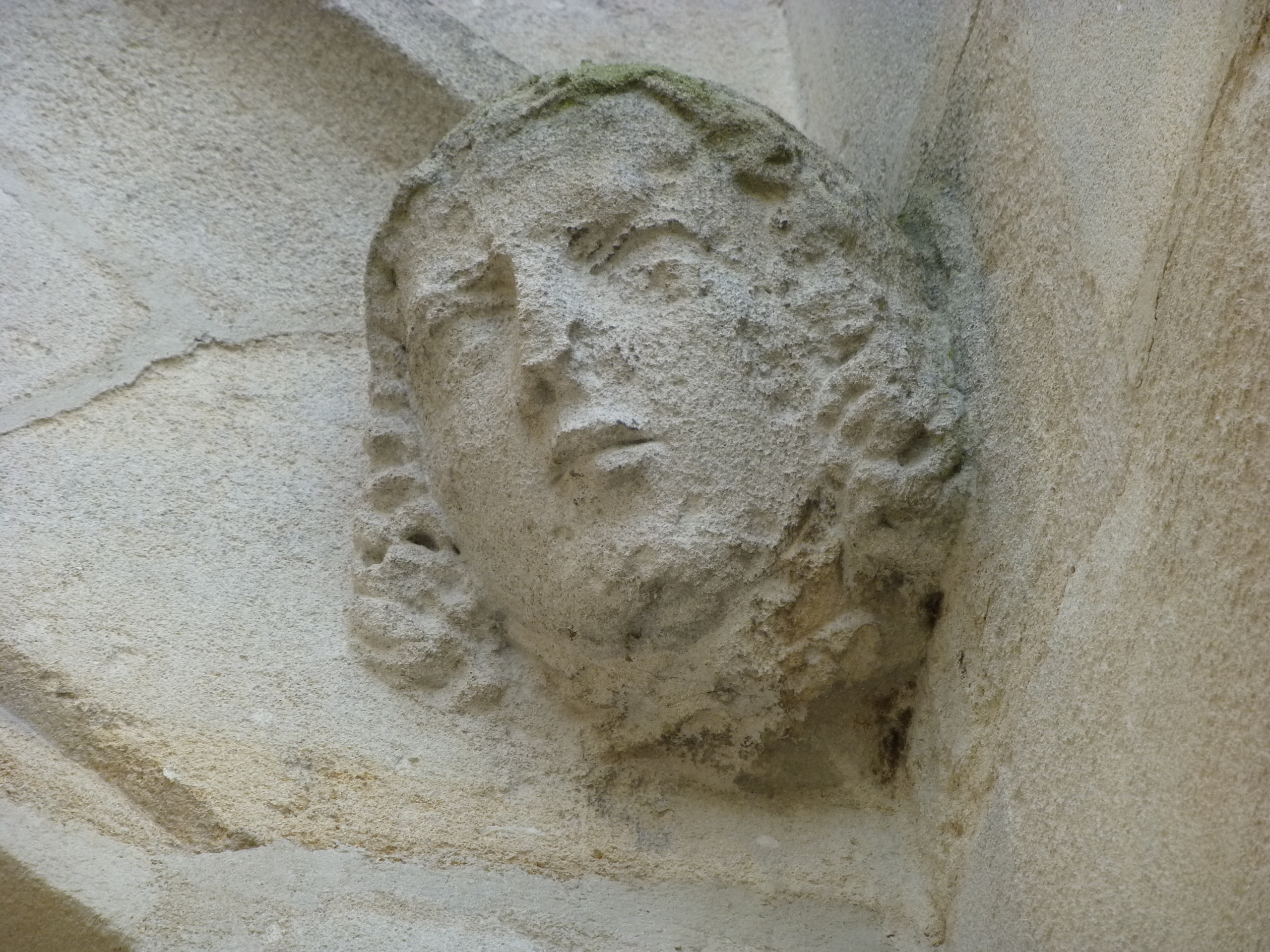
Cul-de-lampe gothique réutilisé.

### Personnalités liées à la commune
- Julien Courbet, né le 7 février 1965, animateur-producteur de télévision.
- Jean-Claude Lalumière, romancier.
- Lucenzo, auteur-compositeur-interprète franco-portugais, né le 27 mai 1983.
- Pierre Duret de la Plane (1728-1811), agronome et bienfaiteur.

### Héraldique
| Armes | Les armes d'Eysines se blasonnent ainsi : De gueules à la main de justice d'or accostée, à dextre, de trois croissants adossés d'argent posés en pairle renversé et, à senestre, d'une croisette de Malte du même, au chef soutenu d'une divise ondée aussi d'argent, parti au premier d'azur aux trois fleurs de lys d'or ordonnées 2 et 1, et au second de gueules au léopard d'or. |